# Photovoltaikanlage

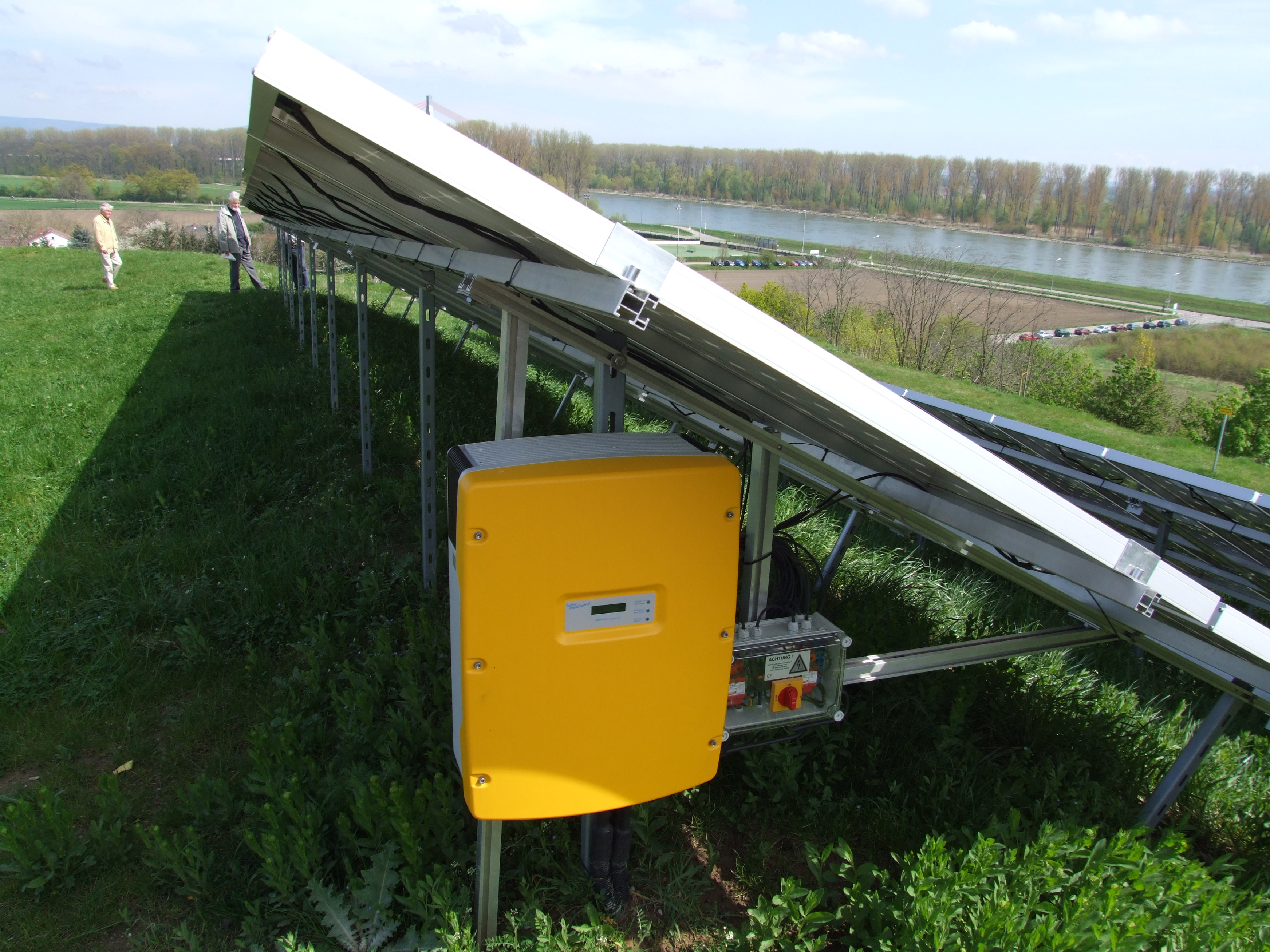
Eine netzgekoppelte Freiflächen-Photovoltaikanlage (PV-Anlage) in Speyer mit dem Rhein im Hintergrund. Zu sehen sind die Hauptkomponenten, der PV-Generator, dessen Solarmodule zur Einfallsrichtung der Sonnenstrahlung geneigt auf einer Unterkonstruktion montiert sind, und in der Mitte gelb der PV-Wechselrichter, der den Gleichstrom des PV-Generators in netzsynchronen Wechselstrom umformt. Rechts neben dem Wechselrichter ein Generatoranschlusskasten.

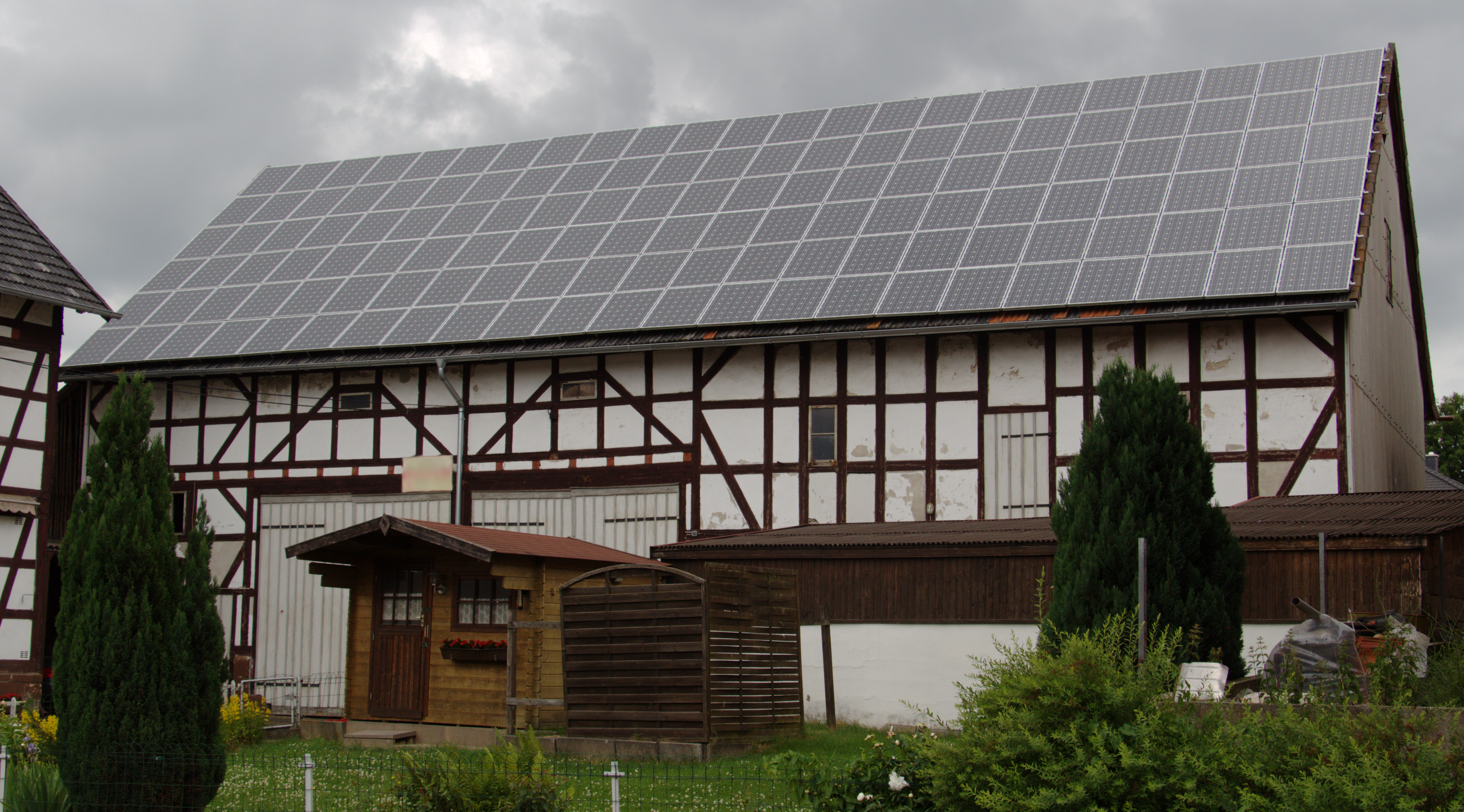
Der PV-Generator einer Photovoltaik-Aufdachanlage

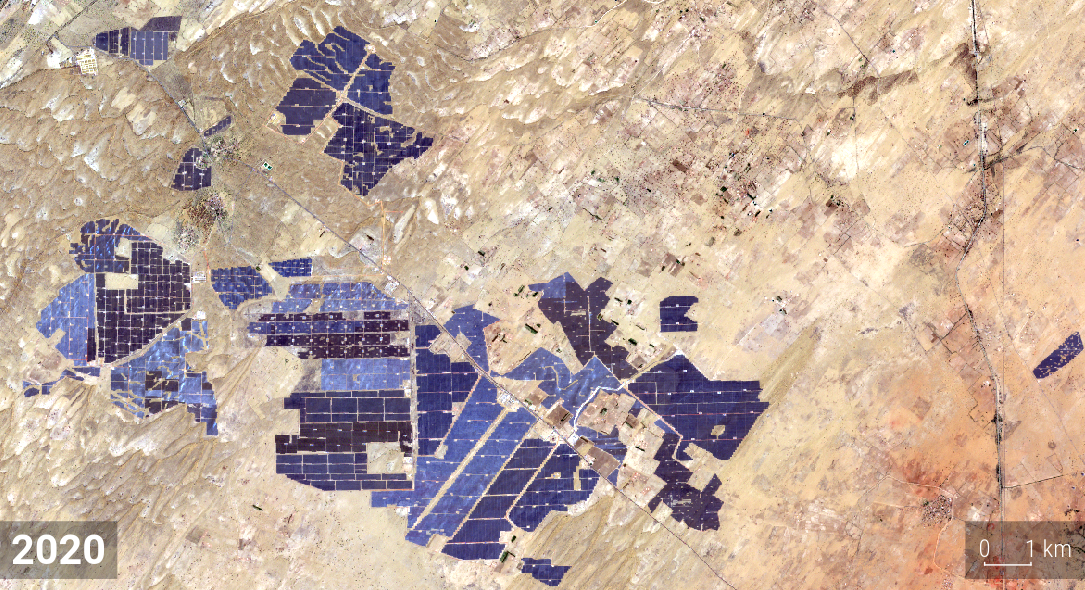
Solarpark Bhadla in Indien, Satelliten-Bild von 2020

Eine Photovoltaikanlage (auch PV-Anlage bzw. PVA oder nach einer ihrer Hauptkomponenten PV-Generator bzw. Solargenerator genannt [s. u.]) ist eine Solarstromanlage, in der mittels Solarzellen ein Teil der Sonnenstrahlung in elektrische Energie umgewandelt wird. Die dabei typische direkte Art der Energiewandlung bezeichnet man als Photovoltaik. Demgegenüber arbeiten andere Sonnenkraftwerke (z. B. solarthermische Kraftwerke) über die Zwischenschritte Wärmeenergie und mechanische Energie. In Deutschland gilt nach § 3 Nr. 1 EEG jedes Modul als eine eigenständige Anlage. Nach § 9 EEG gelten mehrere Solarmodule ausschließlich zur Ermittlung der installierten Leistung unter bestimmten Umständen als eine Anlage. EU-weit fallen PV-Anlagen unter die WEEE-Elektronikrichtlinie (Waste Electrical and Electronic Equipment Directive), wodurch die Hersteller sie am Lebensende zurücknehmen müssen.
Die Nennleistung üblicher Photovoltaikanlagen reicht vom niedrigen einstelligen kW-Bereich, wie er für Hausdachanlagen üblich ist, bis hin zu einigen MW für gewerbliche Dachanlagen, während Freiflächensolaranlagen üblicherweise mindestens im MW-Bereich angesiedelt sind. Indien verfügte im Jahr 2020 über die leistungsstärkste Photovoltaikanlage, den Solarpark Bhadla, die sich bei einer Nennleistung von 2,2 GWp über eine Fläche von 57 km² erstreckt. Danach sind in China bis Ende 2024 eine Reihe von Anlagen über 3 GWp ans Netz gegangen.

## Aufbau

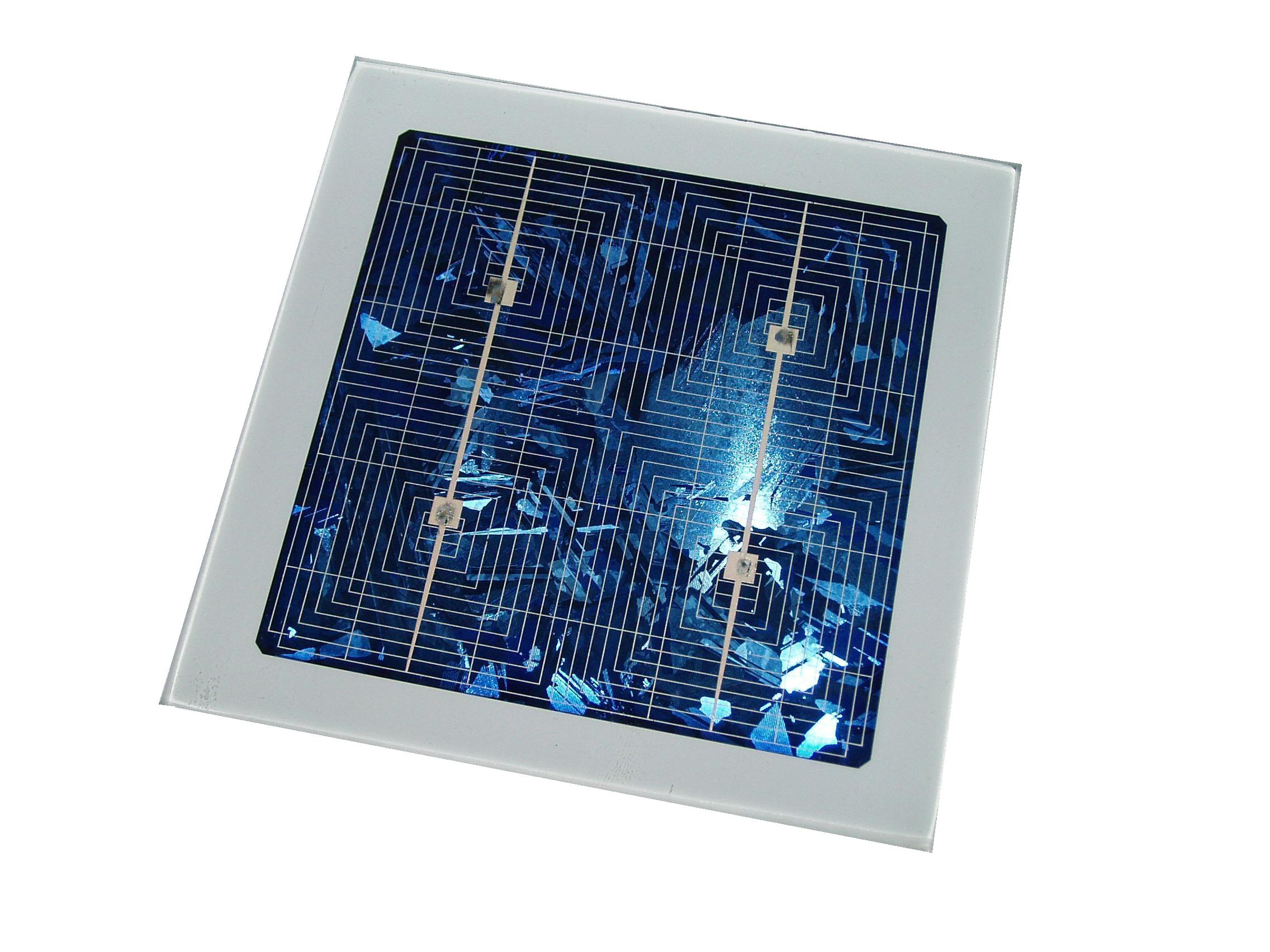
Polykristalline Solarzellen in einem Solarmodul

Je nach Anlagengröße und -typ werden einzelne Solarmodule in Reihe zu sogenannten Strings verschaltet. Die Solarmodule, im technischen Einsatzfall, kleinste zu unterscheidende Bausteine einer Solaranlage, bestehen aus einer Reihenschaltung von Solarzellen, welche hermetisch gekapselt und für eine Reparatur nicht mehr zugänglich sind. Bei kristallinen Solarzellen werden die einzelnen Zellen zunächst einzeln gefertigt und abschließend durch Metallfolien verbunden. Bei Dünnschichtzellen ist die Herstellung der Verbindungen in die Prozesse zur Formierung der Zellen integriert.
Durch die Reihenschaltung von zunächst Solarzellen, mit einer Spannung von nur etwa 0,5 V, und dann Solarmodulen addiert sich die Spannung. War die maximale Systemspannung vor 20 Jahren noch auf 110 V begrenzt, um die Sicherheitsvorschriften zu erfüllen, wird durch die heutigen Solarmodule geprüft nach Schutzklasse II eine Systemspannung von 1000 V möglich. An einer weiteren Erhöhung auf 1500 V DC, dem Grenzwert der Niederspannungsdefinition nach VDE0100, wird gearbeitet.
Bereits eine quadratische, kristalline Solarzelle mit einer Kantenlänge von 156 mm (6+") ist im Arbeitspunkt bei maximaler Sonneneinstrahlung mit mehreren Ampere belastbar. Bei Reihenschaltung mehrerer Einzelzellen wird der Strom durch die Solarzelle mit dem geringsten Wert bestimmt. Gegebenenfalls werden mehrere dieser Strings gleicher Spannung und Charakteristik parallel geschaltet; dadurch addieren sich die Ströme der einzelnen Strings. Eine Parallelschaltung einzelner Module findet sich insbesondere im Inselbetrieb.
Die Solarmodule werden in der Regel auf einer Unterkonstruktion aus Systemprofilen befestigt, welche die Module idealerweise so ausrichtet, dass der höchstmögliche oder ein möglichst gleichbleibender Energieertrag über das Jahr gewährleistet wird (z. B. in Deutschland Richtung Süden und auf circa 30° angewinkelt für höchsten Energieertrag bzw. Richtung Süden und auf circa 55° angewinkelt für gleichbleibenden Energieertrag über das Jahr). Die Unterkonstruktion kann auch der Sonne nachgeführt (astronomisch, sensorisch) sein, um eine höhere Energieausbeute zu erreichen.

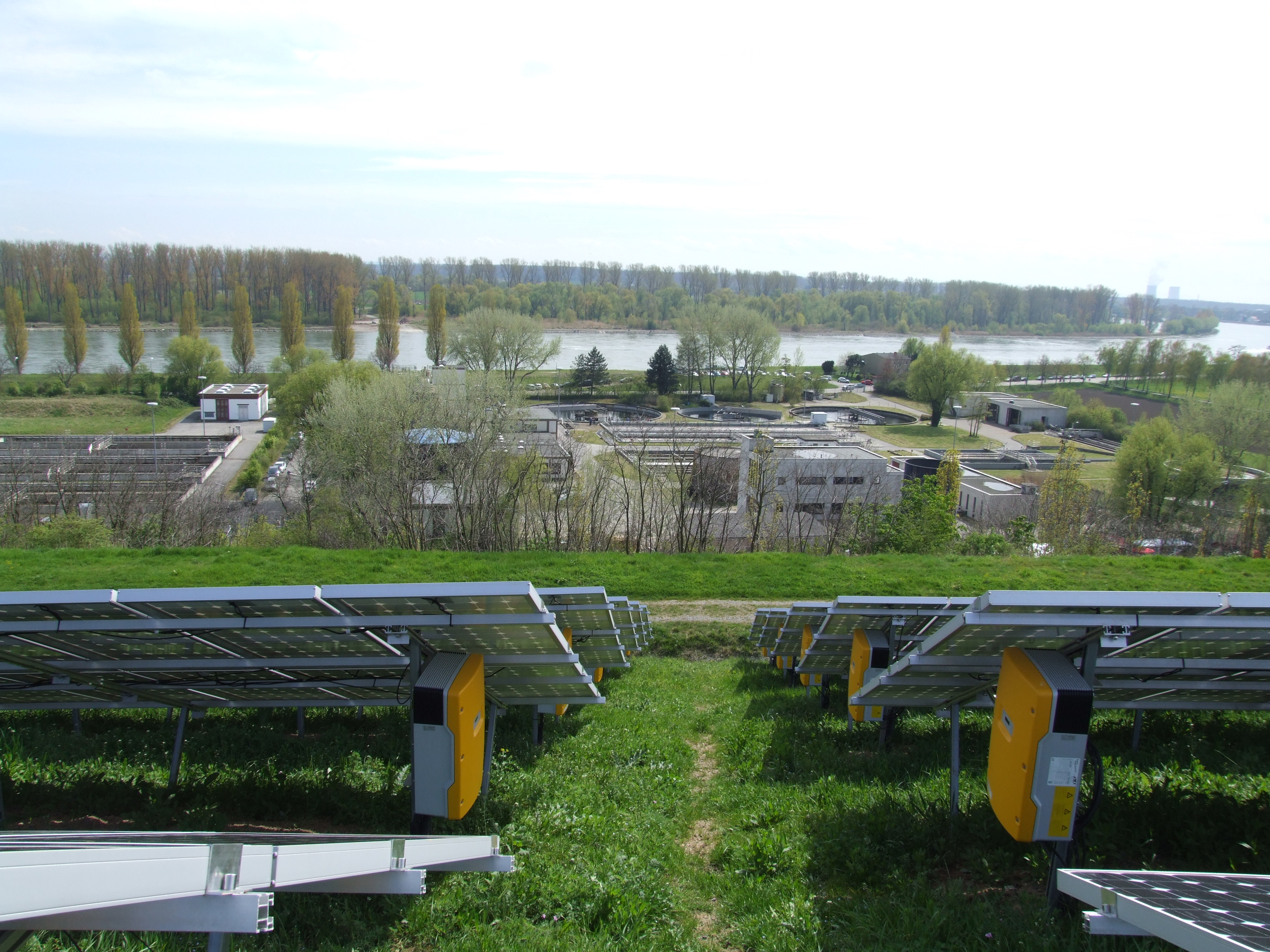
Übersicht der Wechselrichter

Handelt es sich um eine netzgekoppelte Anlage, wird mit Hilfe eines Solarwechselrichters der in den Solarmodul(en) entstehende Gleichstrom in Wechselstrom gewandelt und ins Stromnetz eingespeist. Abgesehen von den Umwandlungsverlusten, welche den Wirkungsgrad reduzieren, geschieht die Einspeisung in der Regel bei kleineren Anlagen vollständig und ohne Bezug zum tatsächlichen Strombedarf, solange das Netz am Einspeisepunkt eine hinreichende Spannungsqualität aufweist. Eine bedarfsabhängige Einspeisung (Einspeisemanagement) wurde in Deutschland mit der Neufassung des Einspeisegesetzes 2023 verbindlich für Anlagen über 25 kW festgeschrieben.
Netzgekoppelte Photovoltaikanlagen stellen dem Stromnetz im Normalfall keine Regelleistung zur Verfügung, da grundsätzlich ein Maximum an regenerativer Energie erzeugt werden soll. Allerdings müssen Anlagen ab 25 kW Peakleistung in Deutschland nach § 9 EEG in der Lage sein, im Falle von Netzüberlastungen ihre Leistung durch den Netzbetreiber ferngesteuert zu reduzieren. Bei vor 2023 in Deutschland in Betrieb genommenen Anlagen mit einer installierten Leistung über 7 kW muss die maximale Wirkleistungseinspeisung am Verknüpfungspunkt der Anlage mit dem Netz weiterhin auf 70 Prozent der installierten Leistung begrenzt werden, sofern keine solche Fernsteuerung nachgerüstet wurde.
Wechselrichter können bei Bedarf auch Blindleistung in das Netz abgeben bzw. aufnehmen, was von leistungsstärkeren Anlagen, die auf Mittelspannungsebene einspeisen, auch seit Mitte 2010 in der Mittelspannungsrichtlinie gefordert wird. Aufgrund der mittlerweile relevanten Leistung der in Deutschland installierten Photovoltaikanlagen (Stand 2021: etwa 55 Gigawatt Peakleistung ggü. 163 Gigawatt durch andere Energieträger) wird die Photovoltaik zunehmend stärker in die Netzregelung einbezogen. Daher wurde im August 2011 eine entsprechende Richtlinie für das Niederspannungsnetz in Deutschland verabschiedet.
Bei netzfernen Anlagen wird die Energie zwischengespeichert, sofern sie nicht direkt verwendet wird. Das Speichern in Energiespeichern, meist Bleiakkumulatoren, erfordert die Verwendung eines Ladereglers. Um die gespeicherte Energie für konventionelle Elektrogeräte verwenden zu können, wird sie mit Hilfe eines Inselwechselrichters in Wechselstrom umgewandelt. Für netzgekoppelte Anlagen mit Speichersystemen ist nun ein Trend zum Lithiumakku erkennbar. Vorteilhaft sind die kleineren Abmessungen bei gleicher Kapazität, nachteilig hingegen wirkt sich aktuell noch der höhere Anschaffungspreis aus.

## Netzferne Stromversorgung (Inselsystem, Inselanlage)

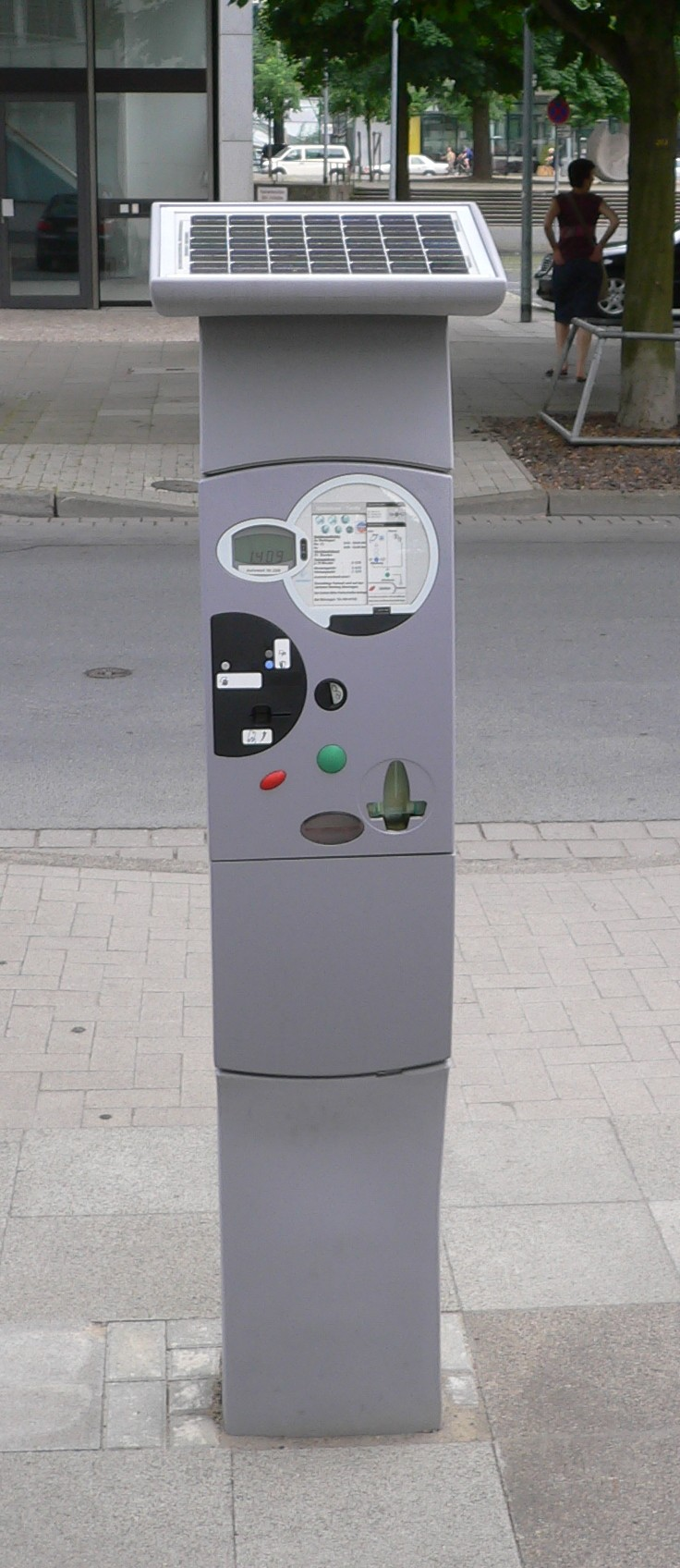
Solarbetriebener Parkscheinautomat in Hannover

Das Wesen einer netz-autarken Solarstromanlage (Inselanlage) ist die permanente – oder auch temporäre – Trennung vom öffentlichen Stromnetz. Dies kann aus verschiedenen Gründen nötig sein: Entweder, weil keine Stromversorgung vorhanden ist, oder zur Realisierung eines Backup-Systems, welches bei Stromausfällen im öffentlichen Netz die Verbraucheranlage innerhalb kürzester Zeit von diesem trennt. Mit Hilfe von Batteriespeichern und Inselwechselrichtern wird meist innerhalb von Millisekunden ein Inselsystem auf Basis der üblichen Netz-Wechselspannung aufgebaut, um die Versorgung des Haushaltes aufrechtzuerhalten. Solche Backup-Systeme eignen sich aber auch zur Steigerung des Eigenverbrauchs in üblichen netzgekoppelten Solarstromanlagen – tagsüber wird der nicht verbrauchte Strom zunächst zwischengespeichert, um dann später bei Bedarf verbraucht zu werden.
Die oben erstgenannten Inselanlagen, welche permanent ohne Netzanbindung betrieben werden, basieren bei kleineren Anwendungen auf einer mit 12 oder 24 Volt Gleichspannung betriebenen Verbraucheranlage. Im Wesentlichen besteht eine solche Anlage aus vier Komponenten: dem Solargenerator, den Ladereglern, den Akkus und den Verbrauchern. Alle diese Komponenten der Anlage sollten dem vorliegenden Lastprofil der elektrischen Verbraucher entsprechend harmonisch aufeinander abgestimmt sein, um einen hohen Nutzungsgrad zu gewährleisten.

### Geschichte

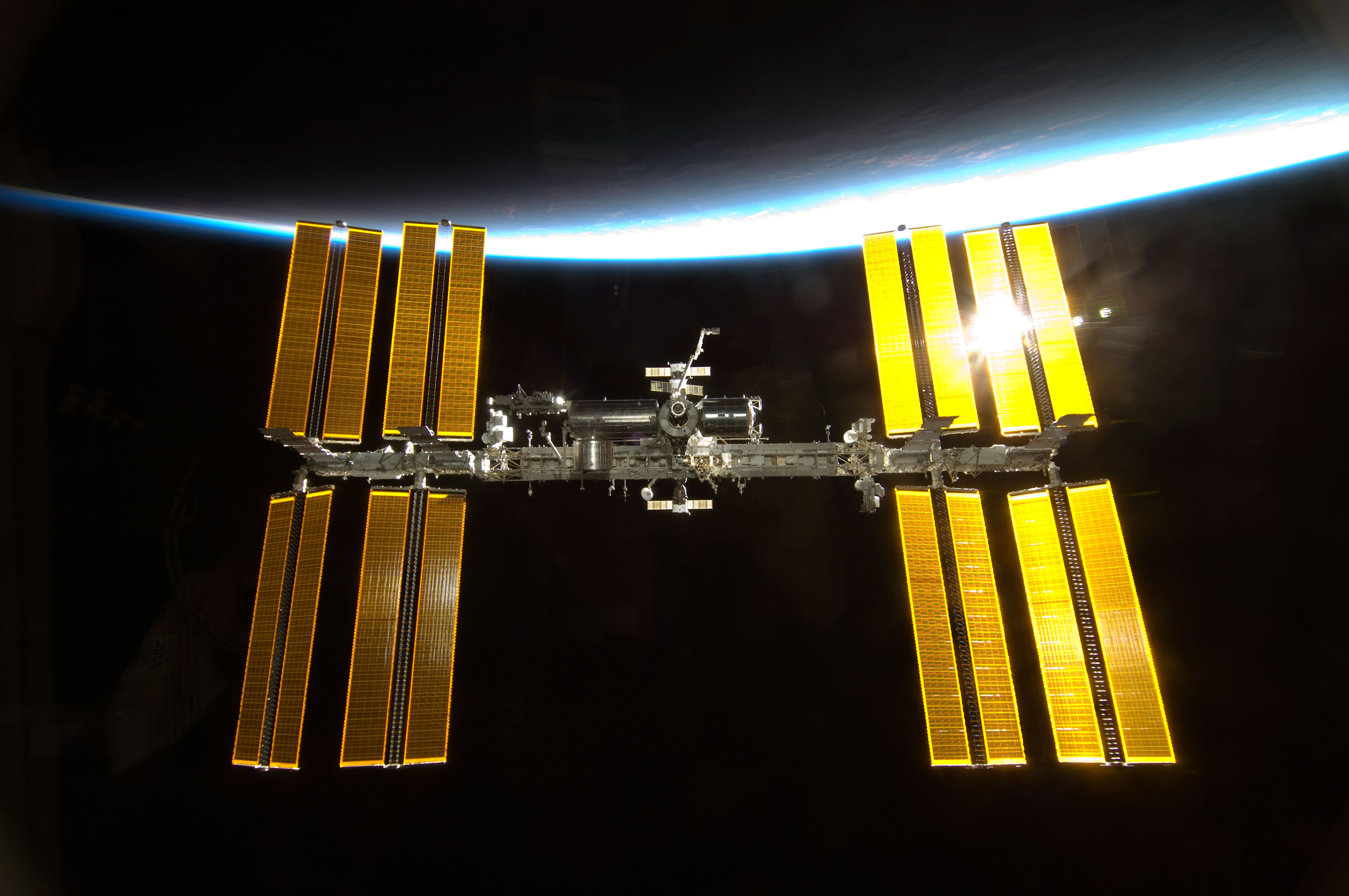
Raumstation ISS mit gut sichtbaren Solarmodulen – fotografiert vom Space Shuttle Endeavour während STS-130 (Februar 2010)

#### Raumfahrt
Wesentliche Entwicklungsschübe erhielt die Photovoltaik aus der Raumfahrt. Während die ersten künstlichen Erdsatelliten nur Batterien mitführten, wurden schon bald Solarzellen zur Energieversorgung eingesetzt und stellten mit die ersten Anwendungen der Photovoltaik überhaupt dar. Angesicht mangelnder kostengünstigerer Alternativen bei Raumfahrzeugen negierten sich selbst die immensen Kosten am Anfang der Solarmodulentwicklung. Heutzutage ist die Solarzelle in der Raumfahrt mit großem Abstand die meistverwendete Lösung.
Fast alle Satelliten und Raumstationen nutzen Solarzellen für ihre Stromversorgung und für den Betrieb der installierten Instrumente – einzig bei sonnenfernen Missionen werden Radionuklidbatterien eingesetzt und bei sehr kurzen Missionen manchmal chemische Batterien.
Solarzellen an Raumfahrzeugen sind einer hohen Strahlenbelastung ausgesetzt und erleiden dadurch einen Leistungsverlust (Degradation). Ursache sind die durch hochenergetische Teilchenstrahlung der kosmischen Strahlung hervorgerufenen Kristalldefekte.

#### Telegrafenstation
Eine weitere Triebfeder zur Entwicklung stellt die Telekommunikationsbranche dar. Die ersten elektrischen Relaisstationen (welche sich entlegen zwischen den meist größeren Städten befanden) zur Weiterleitung der Morsenachrichten wurden noch mit Bleiakkumulatoren realisiert, die zu 48-Volt-Gleichspannungssystemen verbunden wurden. Der Austausch der entladenen Batterien erfolgte mit Fuhrwerken, die oft Wochen unterwegs waren. Die ersten Solarmodule wurden entwickelt, um einen 12-V-Bleiakkumulator selbst bei hohen Außentemperaturen sicher zu laden. So entstand das 36-zellige 12-V-Solarmodul, nachdem man festgestellt hat, dass mit 34-zelligen Modulen die Batterie nicht sicher geladen werden konnte. Zur Ladung der Batteriesysteme in Relaisstationen verwendete man vier in Reihe geschaltete Solarmodule. Dieser historische Grund liefert die Erklärung, warum auch heute noch 48-V-Gleichstromgeräte in der Telekommunikationsindustrie Verwendung finden.

### Systematik

#### Industrielle Anwendungen
Kennzeichen dieser Anwendungsgruppe von solaren Energieversorgungen ist der sehr genau definierte, oft geringe Energiebedarf.
- Mobile Anwendungen, wie Taschenrechner/Uhr, Handyladegerät, Solarspielzeug, Solarspringbrunnen, leuchtende Wegemarkierungen, …
- Stationäre Anwendungen, wie Parkautomaten, automatische Verkehrsschilder (z. B. auf Autobahnen), solarversorgte Messstellen (Trinkwasser, Abwasser, Hochwasser, Verkehr), Schiebereinrichtungen für Trinkwasser bzw. Abwasser, solare Belüftung, Schifffahrtszeichen, …
- Anwendungen für die Telekommunikation, wie Empfangsstationen für Mobiltelefone, WLAN-Hotspots, Richtfunkstrecken, Satelliten, …

Viele dieser Anwendungen sind auch in Gegenden mit höchster Stromnetzdichte wirtschaftlich, da die Kosten für eine Netzerweiterung/Netzanschluss auch in diesem Fall in keinem Verhältnis zur autarken Versorgung stehen.

#### SHS (Solar Home System)
SHS ist die Bezeichnung für ein einfaches Photovoltaikinselsystem, dessen Hauptzweck meist nur in der Versorgung von einfachen Hütten mit Licht ist. Typische Anlagengrößen sind 50–130 Wp, was meist genug ist, um 12-V-Gleichspannungsenergiesparlampen zu betreiben. Oft werden die Anlagen verwendet, um Handys zu laden oder einen kleinen Fernseher/Radio zu betreiben. Manchmal wird ein solches System auch verwendet, um einen 12- bzw. 24-V-Gleichstromkühlschrank zu betreiben.

#### Solare Pumpenanlagen
Solare Pumpenanlagen bestehen meist aus direkt angeschlossenen Pumpen, ohne eine Pufferbatterie. Die Speicherung übernimmt in diesem Fall ein Wasserhochtank, welcher die Versorgung in der Nacht bzw. bei Schlechtwetter gewährleistet. Bei Bewässerungsanlagen kann oft auch auf den Tank verzichtet werden. Anlagen dieses Typs zeichnen sich durch eine extreme Langlebigkeit (> 20 Jahre) aus. Die verwendeten Gleichstrom-betriebenen Tauchpumpen können Förderhöhen bis 250 m erreichen.

#### Hybrid/Minigrid

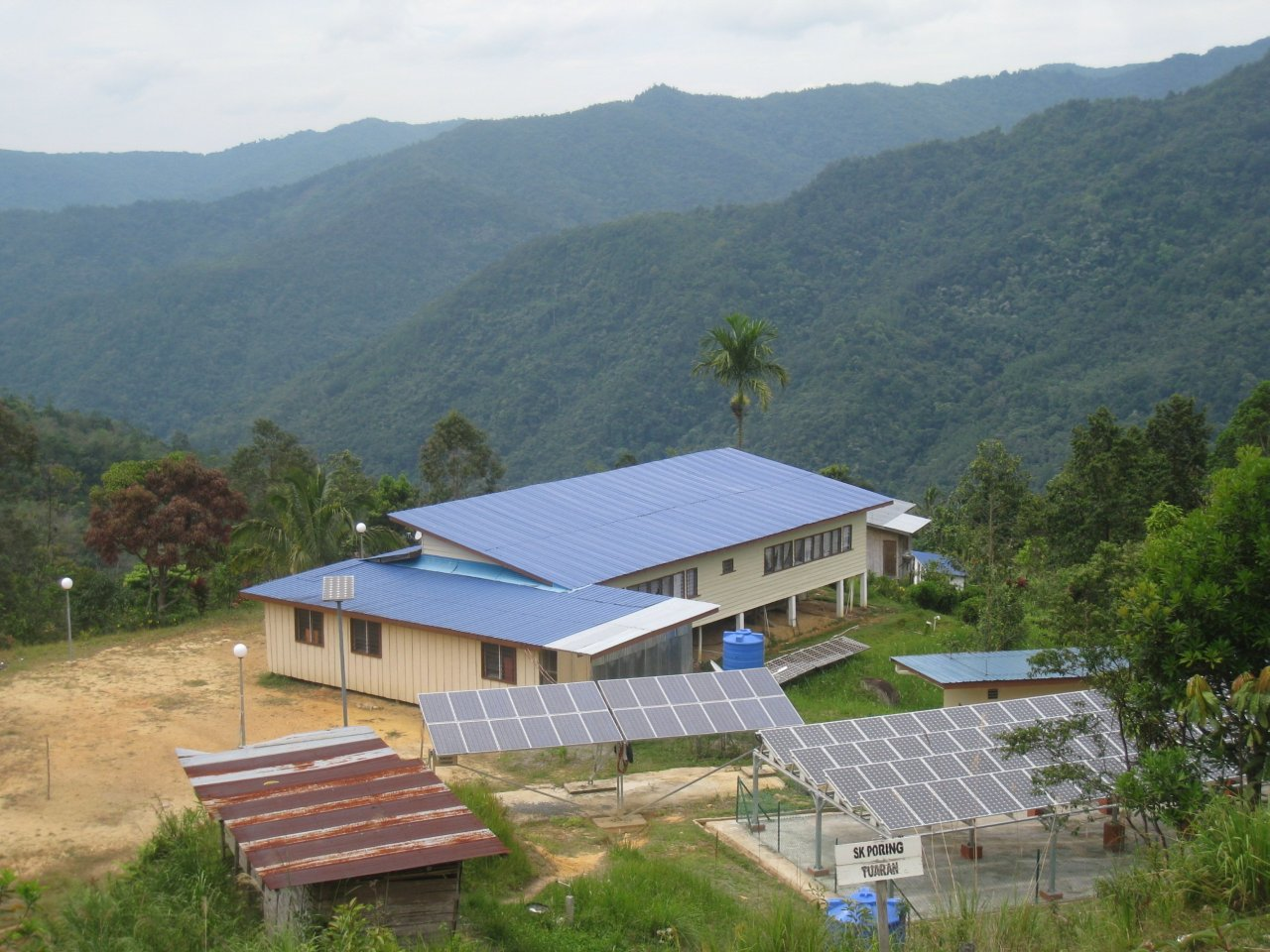
Hybridanlage zur Versorgung einer Schule im Bergland von Sabah/Malaysia

Hybrid/Minigrid sind meist größere Anlagen, welche die Versorgung von kleinen Dörfern, Schulen, Krankenhäusern/-stationen oder GSM-Stationen sicherstellen. Das Kennzeichen einer Hybridanlage ist das Vorhandensein von mehr als einer Energiequelle (z. B. Photovoltaik und Dieselgenerator). Als Energiequellen stehen Sonne, Wasser, Wind, Biomasse, Diesel, … zur Verfügung. Die Zwischenpufferung der Energie übernehmen in der Regel Akkumulatoren (Kurzzeitspeicherung). Für die mittelfristige Speicherung ist beispielsweise die Redox-Flow-Zelle ein Lösungsansatz.
Prinzipiell stehen zwei Möglichkeiten der elektrischen Kopplung zur Verfügung.
Erstere besteht aus einer Kopplung auf der Gleichstromseite, in die alle Erzeuger ihre Energie liefern. Die Photovoltaikanlage mit Hilfe eines Ladereglers, der Dieselgenerator durch ein Ladegerät. Alle weiteren Energieerzeuger (z. B. Windgenerator, Wasserturbine, …) brauchen ihr eigenes Ladegerät, um auf der Gleichstromseite ihre Energie bereitzustellen. Ein großer Inselwechselrichter übernimmt die Bereitstellung von Wechselstrom.
Eine weitere Möglichkeit ist die Kopplung auf der Wechselstromseite. In diesem Fall gibt es nur ein Ladegerät, welches die Ladung der Akkumulatoren verwaltet. Alle Energieerzeuger liefern Wechselspannung, welche entweder direkt verbraucht oder durch das Ladegerät im Akkumulator gepuffert wird. Bei einem Mangel von Energie erzeugt ein Inselwechselrichter die fehlende Energie für die Verbraucher. Da diese zweite Version der Kopplung Schwierigkeiten der Synchronisierung/Regelung hervorruft, konnte diese erst mit dem Vorhandensein von schnellen Mikrocontrollern verwirklicht werden. Man kann diese Kopplungsart als zweite Generation der Hybridanlagen bezeichnen.

### Anlagentechnik
Zur Speicherung der Sonnenenergie können Batteriespeicher verwendet werden. Sie haben eine hohe Zyklenfestigkeit (Ladung und Entladung) und sind etwas anders aufgebaut als Starterbatterien in Kraftfahrzeugen. Der Batteriespeicher benötigt neben Akkumulatoren ein Batteriemanagementsystem. Dessen Hauptzweck besteht darin, den Akkumulator vor Tiefentladung (durch Lastabwurf) sowie vor Überladung zu schützen. Eine Tiefentladung schädigt einen Bleiakkumulator irreversibel.
Zum Betrieb von Wechselstromverbrauchern (z. B. 230-V-Fernseher) wandelt ein Insel-Wechselrichter die Akkuspannung (meist im Bereich 12, 24 oder 48 V Gleichspannung) in Wechselspannung um. Inselwechselrichter gehören zur Gruppe der netzbildenden Anlagen. Das bedeutet, sie erzeugen selbstständig eine Netzspannung (z. B. 230 V, 50 Hz) und stellen Wirk- und Blindleistung zur Verfügung. Netzbildner können nicht mit dem öffentlichen Stromnetz verbunden werden (Kompetenzverletzung). Zur Netzeinspeisung sind demgegenüber netzgeführte Wechselrichter (Netzfolger) erforderlich (siehe unten).
In Gegenden mit instabiler elektrischer Versorgung durch das öffentliche Netz bietet es sich an, eine normalerweise netzbetriebene Anlage bei Stromausfall mit Solarstrom zu betreiben (als sogenannte Netzersatzanlage) – fällt das Netz aus, so wird die Anlage automatisch oder manuell in den Inselbetrieb umgeschaltet. Diese Umschaltung bedeutet einen kurzzeitigen Netzausfall, um dies zu vermeiden kann man eine unterbrechungsfreie Stromversorgung verwenden.

## Netzgekoppelte Anlage
Eine netzgekoppelte PV-Anlage ist aus den Hauptkomponenten PV-Generator und PV-Wechselrichter aufgebaut. Der PV-Generator (in der Literatur auch Solargenerator) ist die Empfängerfläche für die Sonnenstrahlung, die in Gleichstrom umgewandelt wird; die Anzahl und Leistung der verwendeten Solarmodule bestimmt seine Gesamtleistung. Der PV-Wechselrichter wandelt den Gleichstrom des PV-Generators in netzsynchronen Wechselstrom. Durch die Verbindung zu einem großen Verbundnetz (z. B. dem öffentlichen Stromnetz) kann sichergestellt werden, dass zu jedem Zeitpunkt genügend Verbraucher vorhanden sind, die den Solarstrom sofort nutzen können. Eine Zwischenspeicherung, Pufferung ist dabei unnötig. Diese Betriebsart nennt man auch Netzparallelbetrieb.

### Formen

#### Aufdachanlage

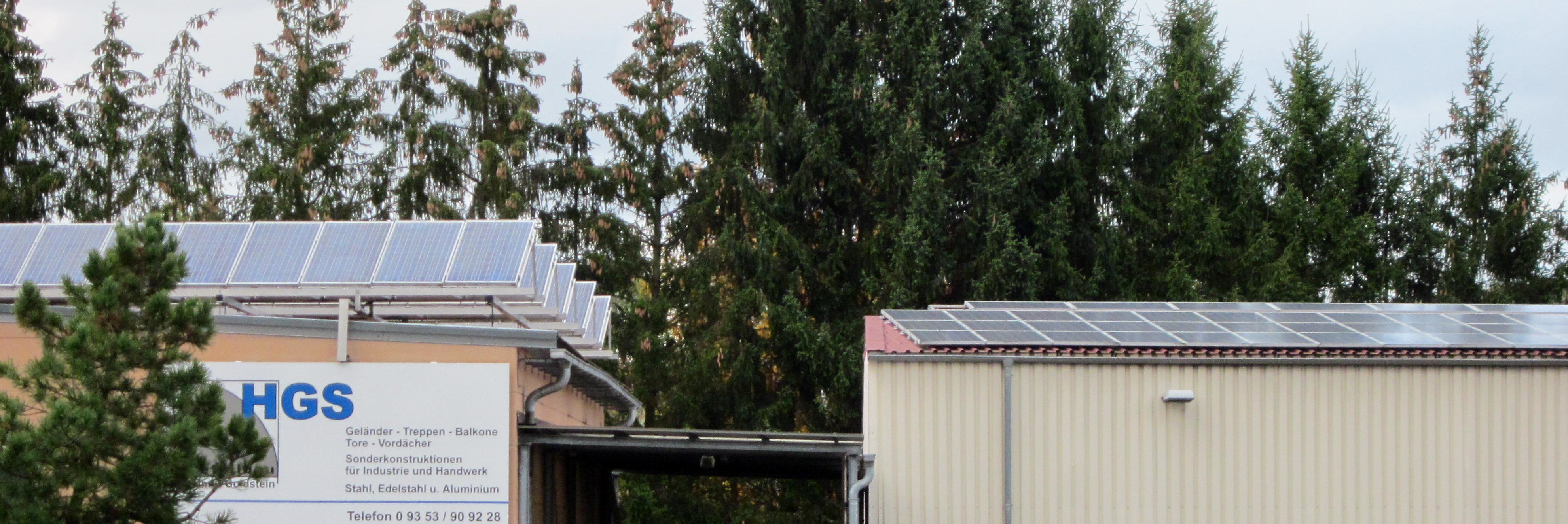
PV-Anlage auf Betriebsgebäude (mit und ohne Unterkonstruktion)

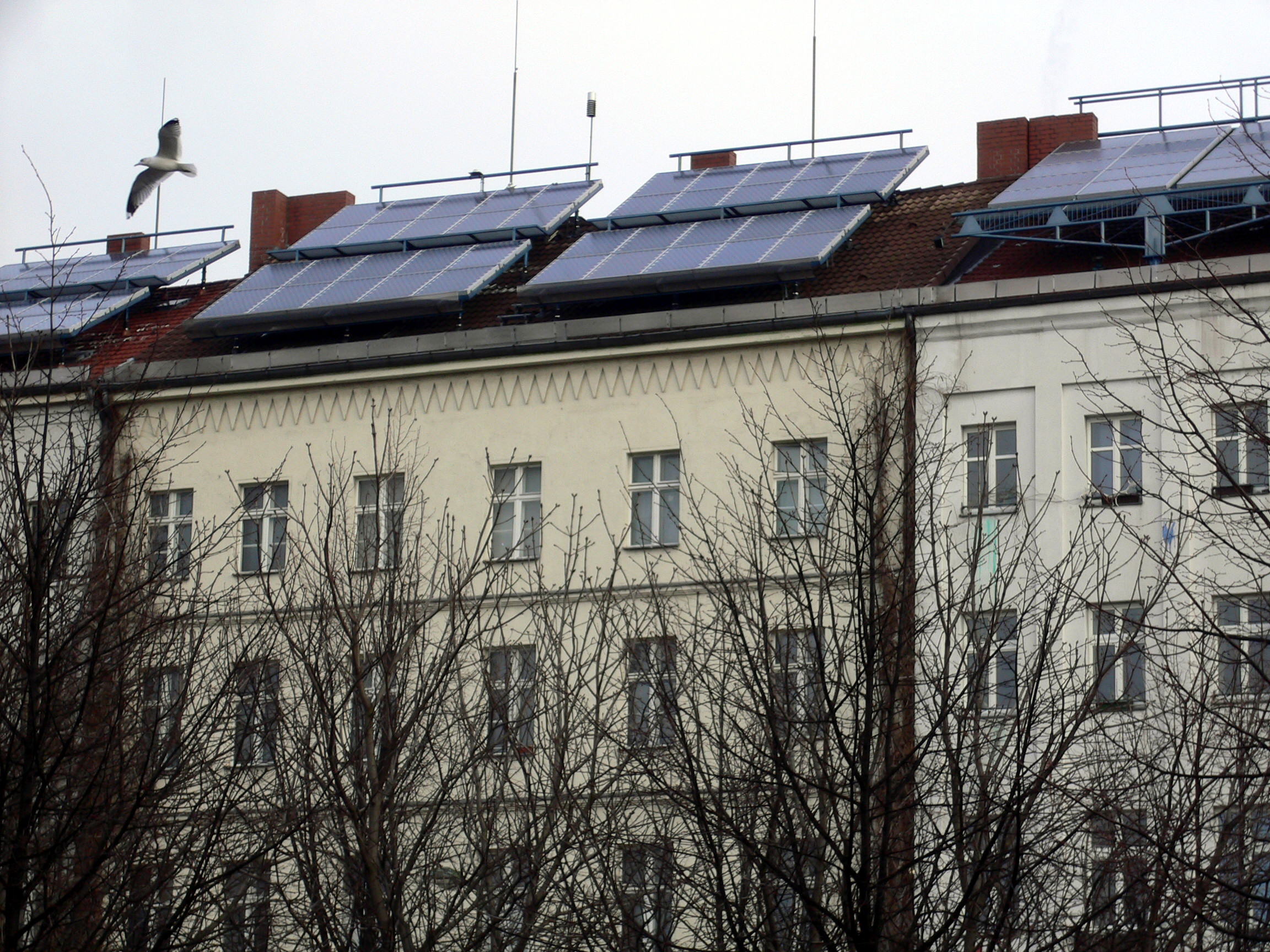
Photovoltaikanlage auf Block 103 in Berlin

Die häufigste Anlageform ist die Aufdachanlage, bei der das vorhandene Gebäude die Unterkonstruktion für die PV-Anlage trägt. Es ist die jeweils höchstmögliche Förderung möglich, da der Gesetzgeber die Dachflächen als bereits vorhandene Empfangsflächen, ohne zusätzlichen Flächenbedarf betrachtet. Bei geneigten Dächern kann man in der Regel auf eine Unterkonstruktion zur Ausrichtung der Solarflächen verzichten. Da Dachanlagen meist fest auf dem Dach installiert werden, ist die Ausrichtung der Dachanlagen immer ein Kompromiss zwischen dem Optimalen und den tatsächlichen Gegebenheiten. Bei einem nicht optimalen Neigungswinkel und einer horizontalen Ausrichtung nicht genau nach Süden treten Mindererträge auf, die aber bei nicht allzu starker Abweichung kaum ins Gewicht fallen. Bei Ausrichtung genau nach Ost oder West werden gegenüber einer Südanlage etwa 20 % geringere Erträge erzielt, bei einer nach Norden ausgerichteten Anlage sind es etwa 30 bis 50 % weniger Ertrag. Wirtschaftlich müssen Ost- und Westanlagen, bei denen mehr Strom in den Morgen- bzw. Abendstunden erzeugt wird, jedoch nicht schlechter sein als Südanlagen, wenn der Eigenbedarf der Nutzer zu diesen Zeiten höher ist als am Mittag.
Eine Solaranlage wird auf der flachen oder geneigten Dachfläche mit einem Grundgerüst über auf den Dachsparren montierten Dachhaken montiert – dieses kann mit und ohne Unterkonstruktion ausgeführt sein.
Die erste netzgekoppelte Aufdachanlage wurde im Mai 1982 auf einem Dach der heutigen Fachhochschule der italienischen Schweiz errichtet. Die Anlage verfügt über eine Peak-Leistung von 10 kW und war mit Stand Mai 2017, d. h. 35 Jahre nach Inbetriebnahme, weiterhin in Betrieb. Die derzeit größte begehbare Aufdachanlage Europas befindet sich in Heiden. Sie ist die Musterausstellung eines Energieunternehmens mit insgesamt 2423 Modulen verschiedener Modultypen und soll 334.789 kWh pro Jahr produzieren.

#### Indachanlagen (Gebäudeintegrierte Anlage)

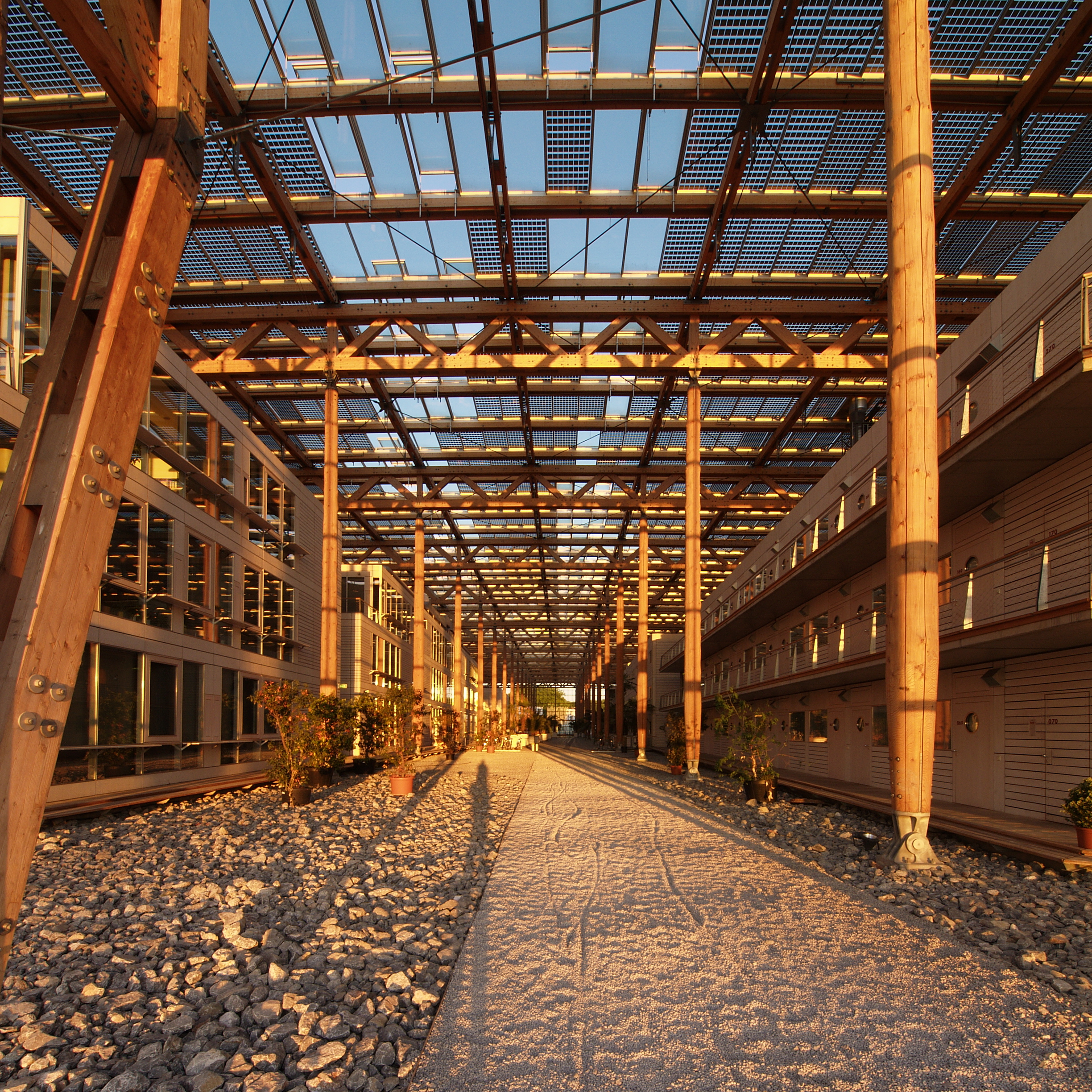
Blick in das Gebäude der Akademie Mont Cenis, mit der zur Bauzeit größten gebäudeintegrierten Photovoltaikanlage

Bei dieser Anlagenart ersetzt die Photovoltaikanlage Teile der Gebäudehülle, also der Fassadenverkleidung und/oder der Dacheindeckung. Der Vorteil besteht darin, dass ohnehin benötigte Dach- bzw. Fassadenelemente durch die Photovoltaikanlage ersetzt werden. Zudem werden auch ästhetische Argumente für diese Bauweise genannt, weil die oft auch farblich an hergebrachte Dacheindeckungen angepassten Elemente optisch weniger stark auffallen als herkömmliche, auf die Dachhaut montierte Anlagen. Gebäudeintegrierte Anlagen sind jedoch meist weniger gut hinterlüftet, was einen verringerten Wirkungsgrad nach sich zieht. Fassadenelemente sind auch nur selten ertragsoptimal zur Sonne ausgerichtet, dafür lassen sich Flächen nutzen, die sonst nicht zur Energieerzeugung bereitstehen. Die Solarmodule müssen den gleichen Anforderungen genügen, denen auch andere Teile der Gebäudehülle entsprechen (Dichtigkeit, Bruchsicherheit, Tragfähigkeit usw.). Der Markt bietet eigens zugelassene Module, die über nötigen Zertifikate und Zulassungen verfügen, andernfalls ist ein Einzelnachweis für die geplante Anlage notwendig.

#### Balkonkraftwerke / Steckersolargeräte

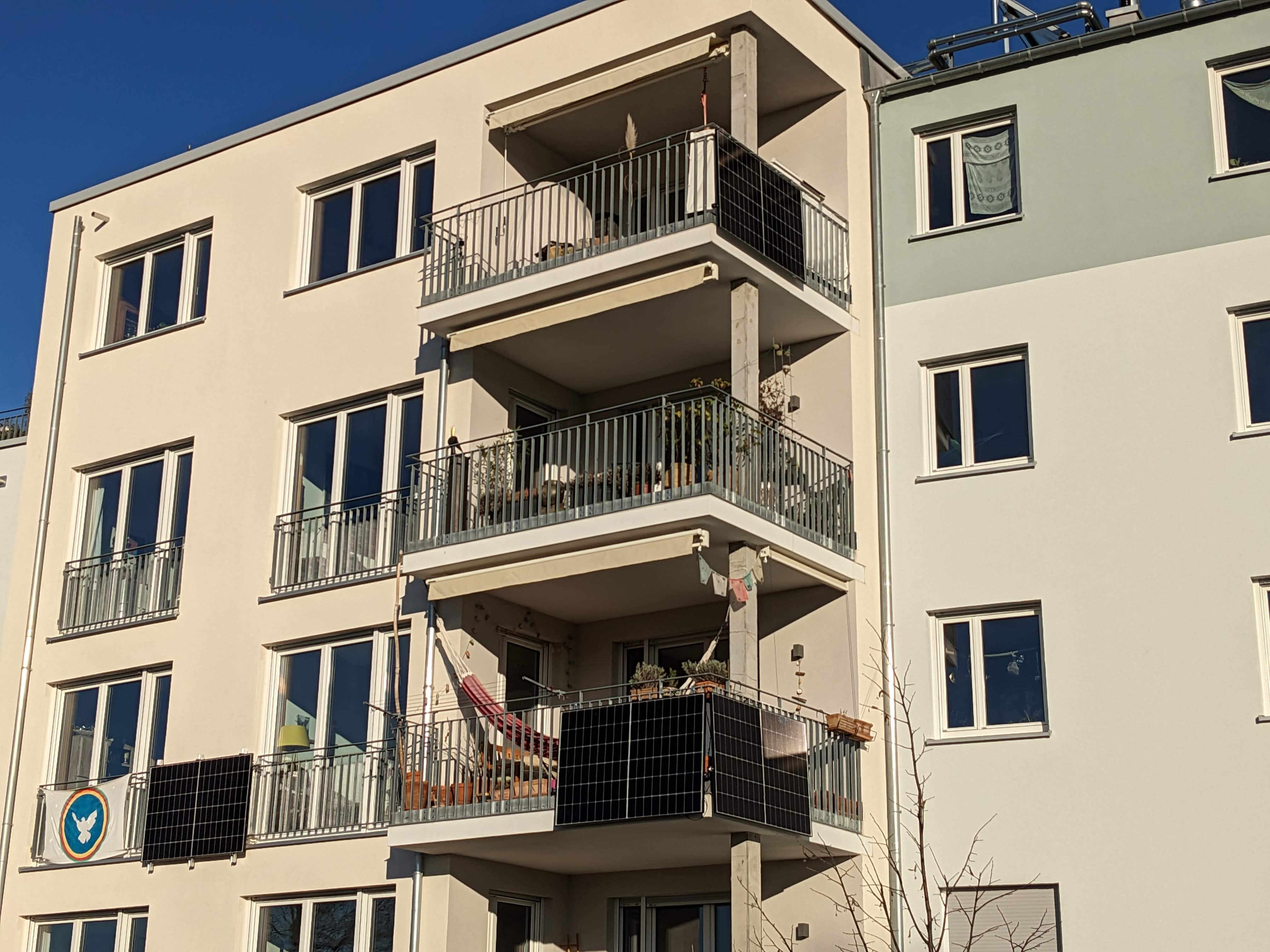
Mehrere Balkone mit Balkonkraftwerk

Balkonkraftwerke bzw. Steckersolargeräte (auch bekannt als Plug-in-Photovoltaikanlagen, Plug & Save oder Stecker-Solarmodule) sind kleine und einfache Anlagen, die mit einem integrierten Mikrowechselrichter ausgestattet sind und dem Endverbraucher betriebsfertig vorkonfektioniert angeboten werden. Diese Solaranlagen werden einfach in eine Steckdose gesteckt und können so auch ohne Fachleute durch den Verbraucher ans heimische Wechselstromnetz angeschlossen werden. Der Betrieb einer Plug-In-Anlage dient hauptsächlich der Senkung der Stromkosten, indem der erzeugte Strom einen Teil des Verbrauchs direkt abdeckt (Eigenverbrauch). Eine finanzielle Vergütung für die ins Netz eingespeisten Überschüsse ist dabei in der Regel nicht vorgesehen, insbesondere weil die Einspeisemengen den Aufwand für Anmeldung und Abrechnung nicht rechtfertigen.
In Deutschland sind seit Mai 2024 Anlagen bis zu 800 Voltampere (VA) von einer Meldung an den Netzbetreiber nach § 8 Abs. 5a EEG befreit. Die Registrierungspflicht des Balkonkraftwerks im Marktstammdatenregister (MaStR) bleibt davon aber unberührt. Die Bundesnetzagentur informiert den zuständigen Netzbetreiber automatisch über das neu angeschlossene Balkonkraftwerk.
Der Betrieb einer solchen Anlage an einer normalen Schuko-Steckdose ist in Deutschland sehr weit verbreitet, lag aber lange in einer rechtlichen Grauzone. Im Januar 2023 erklärte der Präsident der Bundesnetzagentur, Klaus Müller, dass ein Schukoanschluss nach Einschätzung seiner Behörde ausreiche, sofern die Anlage einen zertifizierten Wechselrichter habe: Dieser begrenze die Einspeiseleistung auf 600/800 Watt und schalte in 200 Millisekunden ab. Der VDE empfahl den Einbau von speziellen Einspeisesteckdosen mit nach außen isolierten Kontakten (zurzeit nur der sog. „Wieland-Stecker“). Mieter sollten zudem vor der Anbringung einer Anlage auf Balkonen o. ä. den Vermieter nach seiner Zustimmung fragen.
Die Installation ist in Deutschland durch VDE-Norm (VDE-AR-N 4105) geregelt. Demnach dürfen pro elektrischer Anlage (Stromzähler) Stecker-Solarmodule mit einer Leistung von bis zu 800 W durch Laien installiert werden. Wenn der zugehörige Stromzähler über keine Rücklaufsperre verfügt, darf er vorübergehend bis zum Austausch rückwärts laufen.
Eine Anlage über 800 W ist dem Netzbetreiber durch einen Elektriker zur Abnahme vorzulegen, wobei das Verfahren hierzu durch den Netzbetreiber bestimmt wird. Im Anhang eines Entwurfs (Stand: Januar 2023) für eine Neuerung der Vornorm, die die Energiesteckvorrichtung regelt (DIN VDE V 0628-1), ist der Schuko-Stecker als Alternative vermerkt.
Bis Ende 2021 wurden nach einer Studie der Hochschule für Technik und Wirtschaft Berlin zwischen 140.000 und 190.000 Steckersolargeräte (Hochrechnung) in Deutschland an Endkunden verkauft, was einer Leistung von 59 bis 66 Megawatt (ca. 350 W je Anlage) entspricht.
In Österreich ist die Installation von Solarzellen durch ÖNORM (ÖNORM E 8001-4-712) geregelt.

#### Freilandanlage

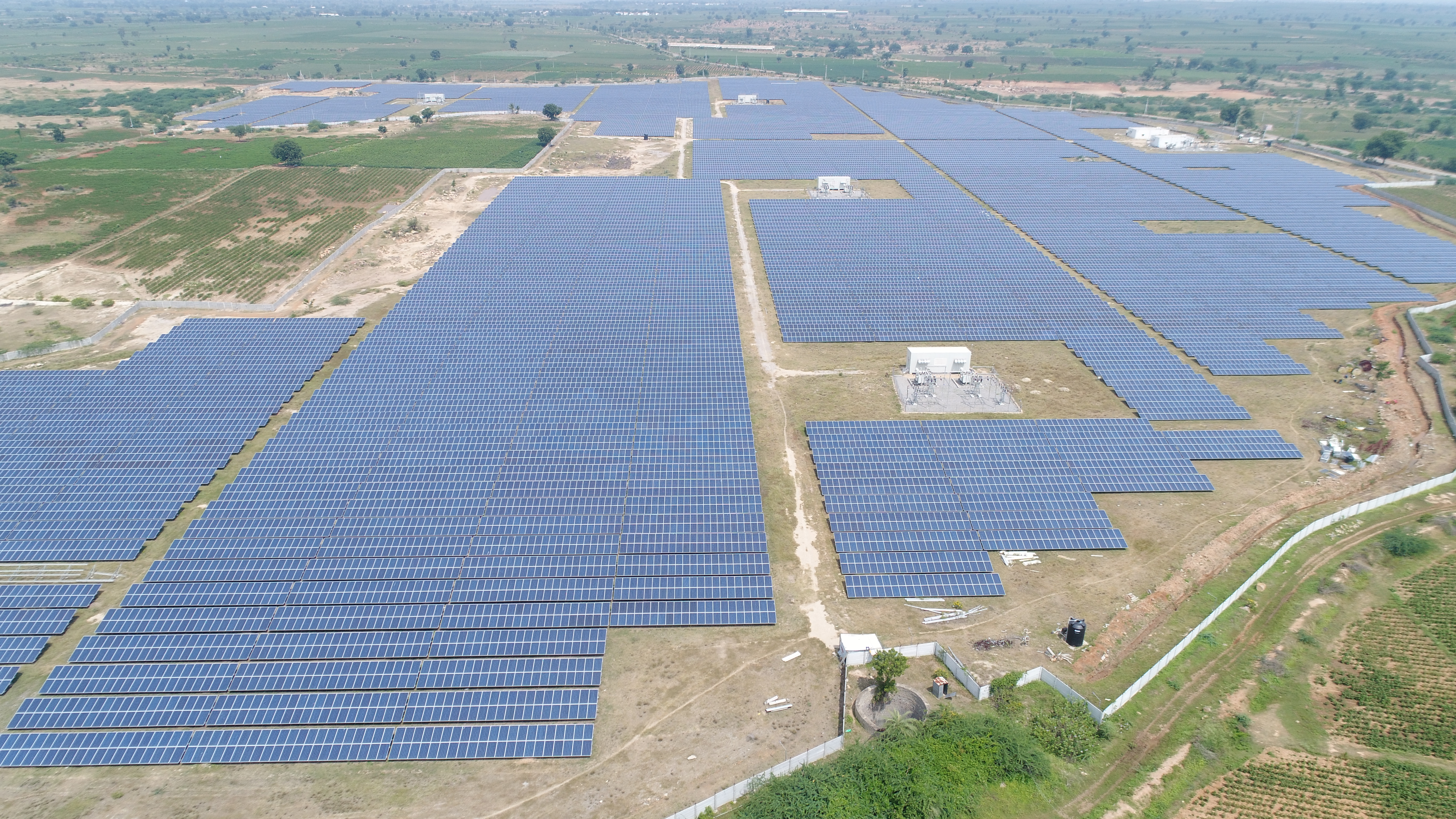
Solarpark Telangana II in Indien

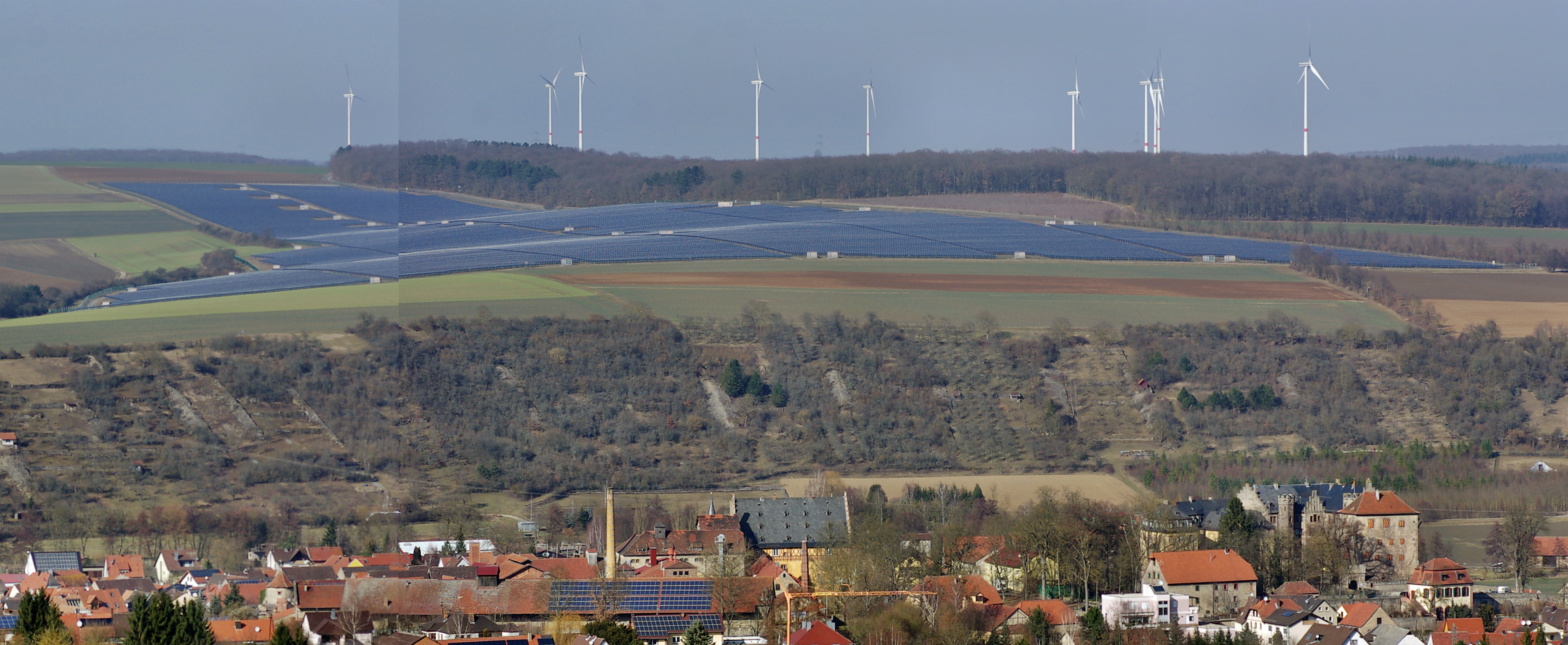
Photovoltaikanlage nördlich von Thüngen (Baujahr 2010)

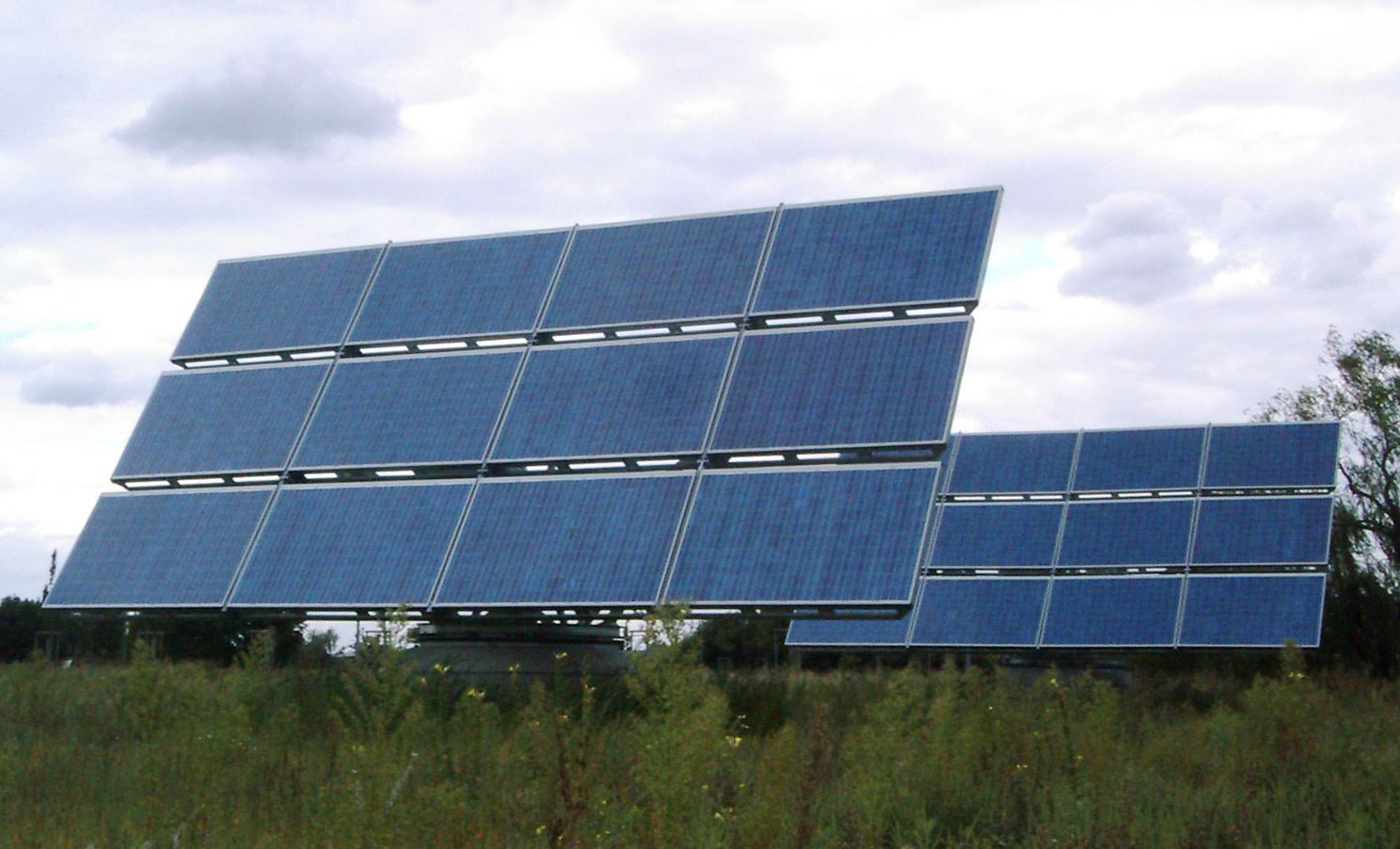
Photovoltaikanlage in Berlin-Adlershof

Im Freien werden Solarmodule entweder in langen Reihen hintereinander mit Hilfe einer geeigneten Unterkonstruktion platziert oder auf Nachführanlagen (Solartracker) befestigt, welche im verschattungsfreien Abstand zueinander stehen. Aus ökonomischen Gründen werden meist Zentralwechselrichter für die Umwandlung des Gleichstromes aus den PV-Modulen in Wechselstrom verwendet. Der erzeugte Wechselstrom wird meist direkt ins Mittelspannungsnetz eingespeist, da die Leistung im Niederspannungsnetz nicht mehr aufgenommen werden kann.
Als besonders geeignet werden Flächen angesehen, deren anderweitige Nutzung schwierig ist (Deponieflächen, z. B. Photovoltaikanlage auf einer stillgelegten Kreismülldeponie in der Gemarkung von Ringgenbach, verlassene Militärgelände, z. B. Solarpark Waldpolenz, Photovoltaikanlage auf einem ehemaligen Militärflugplatz in den Gemeinden Brandis und Bennewitz, Brachland, …), da es die landwirtschaftliche Nutzfläche nicht schmälert. Der Flächennutzungsgrad kann in kWp pro Quadratmeter angegeben werden und liegt beim Beispiel des Solarparks Lieberose bei ca. 32 Wp pro Quadratmeter. Dies entspricht ca. einem Ertrag von 30 kWh pro Jahr pro Quadratmeter.

### Anlagentechnik
Für die Einspeisung der Solarenergie in das Stromnetz ist die Wandlung des Gleichstroms in Wechselstrom nötig sowie eine Synchronisation mit dem vorhandenen Netz, was durch einen Solarwechselrichter bewerkstelligt wird. Diese Wechselrichter nennt man netzgekoppelt.
Einphasige Anlagen dürfen in Deutschland nur bis zu einer maximalen Leistung von 5 kWp (4,6 kW Dauerleistung) in das Stromnetz einspeisen. Anlagen mit Leistungen ab 100 kWp verfügen über die Möglichkeit der Wirkleistungsreduzierung in vier Stufen, deren Steuerung über einen Rundsteuerempfänger erfolgt. Anlagen mit einer Spitzenleistung von mehr als 100 kW speisen in das Mittelspannungsnetz ein und müssen zur Sicherung der Netzstabilität die Mittelspannungsrichtlinie erfüllen.
Eine Ausnahme, die keine Wandlung erfordert, stellt die Einspeisung in separate Gleichstrombetriebsnetze dar, zum Beispiel die Direkteinspeisung des Solargenerators in ein Straßenbahnbetriebsnetz. Einige wenige Pilotanlagen für eine solche Anwendung sind seit einigen Jahren in der Erprobung. Als Beispiel sei hier die Anlage auf dem Straßenbahndepot in Hannover-Leinhausen genannt.

## Energieertrag einer Solarstromanlage

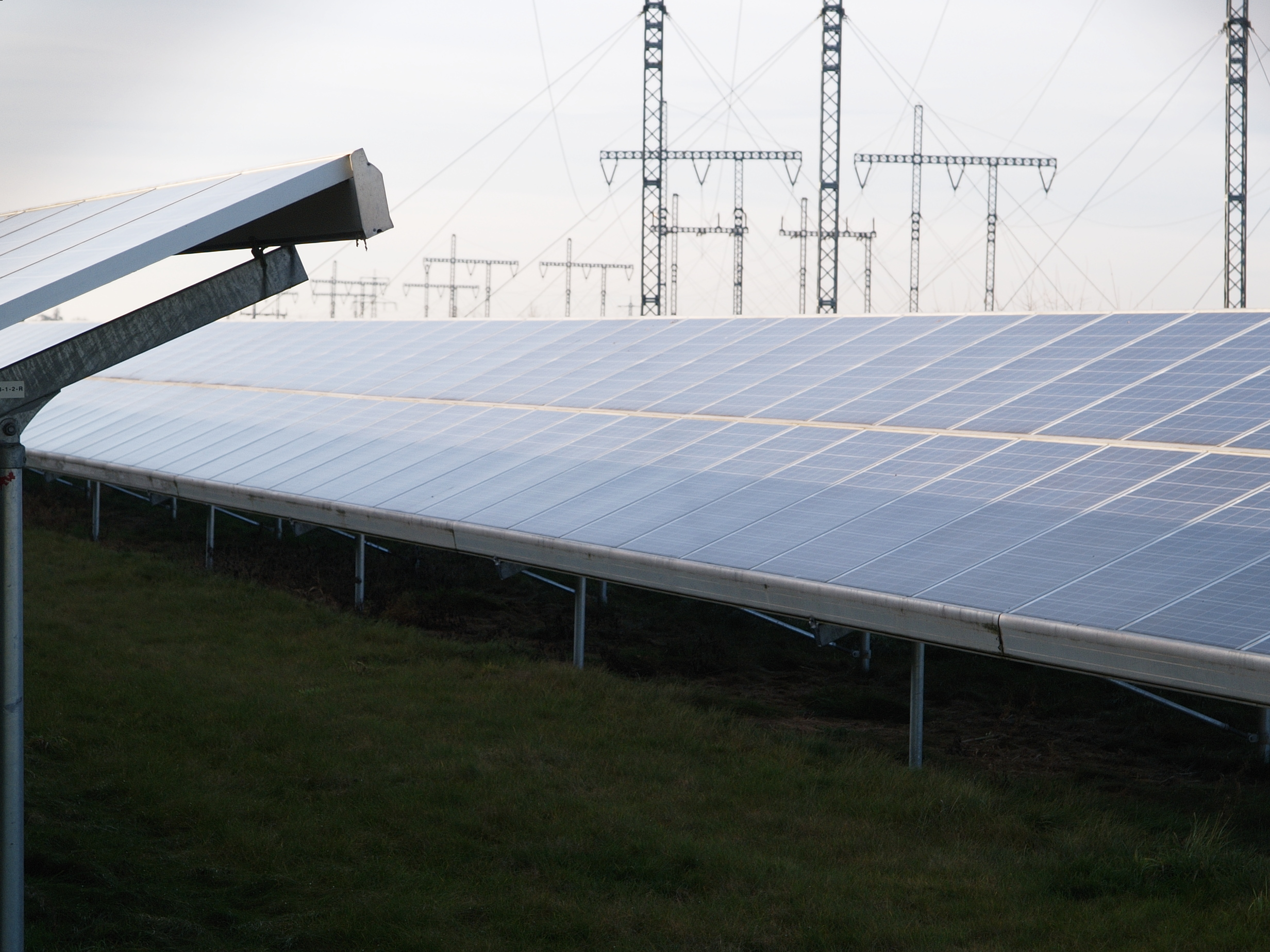
Schattenwurf von sehr eng stehenden Solarmodulen am Nachmittag Ende Dezember im Solarfeld Gänsdorf

Die Nennleistung der Solarmodule einer Anlage wird in Kilowatt peak (kWp(eak)) gemessen, die unter definierten Testbedingungen ermittelt werden (bei bestimmter Temperatur und maximaler bzw. idealer Sonneneinstrahlung, die jedoch nur selten erreicht wird). Für 1 kWp sind je nach Art und Wirkungsgrad der Solarzellen 5 bis 10 m² Modulfläche nötig.
Bei Solaranlagen in Deutschland kann pro Jahr ein mittlerer Energieertrag von etwa 650 bis 1150 kWh pro kWpeak installierter Leistung erwartet werden. Dies entspricht einem Nutzungsgrad (Verhältnis des praktisch erzielbaren und des theoretisch – bei 8760 Jahresstunden und idealer Sonneneinstrahlung – erreichbaren Energieertrags) von 7,5 % bis 13 %. Fest installierte Anlagen ohne Sonnenstandsnachführung können dort an Spitzentagen bis zu 8 kWh/kWp erzeugen.
Das Erreichen dieser Werte wird beeinflusst von folgenden Faktoren:
Auslegung
Eine leichte Überdimensionierung der Solarmodule gegenüber dem Wechselrichter führt zwar über das Jahr gesehen zu einem höheren Ertrag, begrenzt aber die Höhe des Spitzenertrages in den Mittagsstunden sonniger Frühlings- und Sommertage. Der Wechselrichter fährt an solchen Tagen in die Begrenzung; das heißt Teile des Energieangebots der Solarmodule können nicht genutzt werden.
Ausrichtung und Montage
Für das Erreichen der Spitzenleistung bei maximaler Sonneneinstrahlung wäre eine senkrechte Aufstellung zur Sonne zur Mittagszeit am Sommeranfang nötig (ca. 47° Modulneigung), was aber über das Jahr gesehen zu einem Minderertrag führen würde. Um einen möglichst hohen Jahresertrag zu erzielen, ist eine Modulneigung nötig, die zweimal im Jahr die optimalen Ertragsbedingungen bietet. Auch beeinflusst die Art der Montage den Ertrag; eine bessere Hinterlüftung der Module führt zu deren besseren Kühlung und somit zu einer höheren Effizienz. In Mitteleuropa liefern Dachneigungen um 30° und Ausrichtung nach Süden den höchsten Ertrag; allerdings können – bedingt durch den hohen Anteil an diffuser Strahlung – auch nach Norden ausgerichtete Anlagen bei einer Dachneigung mit 35° noch ca. 60 % des Ertrages einer optimal ausgerichteten Anlage erreichen.
In Deutschland ist es durch die gesunkene Einspeisevergütung für Solarstrom nicht mehr üblich, private Photovoltaik-Anlagen nach dem Maximalertrag auszulegen. Es geht zunehmend darum, einen möglichst hohen Anteil an Strom für den Eigenverbrauch zu erzeugen. Die Einspeisevergütung für kleine Photovoltaikanlagen bis 10 kWp beträgt im November 2024 bei Teileinspeisung 8,03 ct/kWh und bei Volleinspeisung 12,73 ct/kWh, während der durchschnittliche Strompreis für Verbraucher aktuell bei etwa 26,70 ct/kWh liegt. In der Folge werden Anlagen meist nicht mehr nach Süden ausgerichtet, sondern nach Ost und West, um über den Tag eine möglichst gleichmäßige Erzeugung zu erreichen.
Wetterbedingungen
Zum Erreichen eines Spitzenertrages ist ein wolkenloser Tag mit klarer und kühler Luft nötig. Eine Spitzen-Energieausbeute würde dann erreicht, wenn noch ein nächtlicher Regenschauer die Aerosole aus der Atmosphäre gewaschen hat – was zur Erhöhung der Direktstrahlung auf die Modulfläche beiträgt, und ein stetiger Wind zusätzlich für die Kühlung der Module sorgt. Demgegenüber führen hohe Temperaturen zu einem Absinken des Wirkungsgrades der Solarzellen. Wolken, Dunst und Nebel beeinträchtigen besonders bei einem niedrigen Sonnenstand die Einstrahlung.
Höhe des Tagbogens
Die Länge des Lichten Tages nimmt im Sommer umso stärker zu, je näher eine Anlage in Richtung der Pole installiert ist. Dies bedeutet, dass die Unterschiede der Tageserträge zwischen Winter und Sommer in Richtung Äquator abnehmen. In Deutschland beträgt der max. Unterschied der Tageslängen an den Tagen der Sommersonnenwende und Wintersonnenwende 1:23 h, gemessen am nördlichsten Punkt (List auf Sylt) und südlichsten Punkt (Haldenwanger Eck). Die Sonne steht aber auch an den langen Sommertagen mittags im Norden niedriger als im Süden.
Auf den Stromertrag hat dies folgende Auswirkungen:
Da im Süden die Sonne in der Regel höher als im Norden steht, ist dort die Intensität der Sonnen-Einstrahlung und damit auch der Stromertrag deutlich höher als im Norden. Die Tatsache, dass im Sommer im Norden die Sonnenscheindauer länger ist als im Süden, wirkt sich (zumindest bei fest installierten Anlagen) kaum ertragssteigernd aus. In den Stunden nach Sonnenaufgang und vor Sonnenuntergang steht die Sonne an den langen Sommertagen nördlich der Solaranlage, und die Solarflächen liegen im Schatten bzw. werden von den Sonnenstrahlen nur gestreift – während sich der niedrigere Sonnenstand in den Mittagsstunden und dann die kürzere Tageslänge in den Herbst- und Wintermonaten deutlich ertragsmindernd auswirkt.
Alter der Photovoltaikanlage
Durch Degradation von Solarmodulen kommt es im Laufe der Betriebsdauer zu einem alterungsbedingten Leistungsverlust.

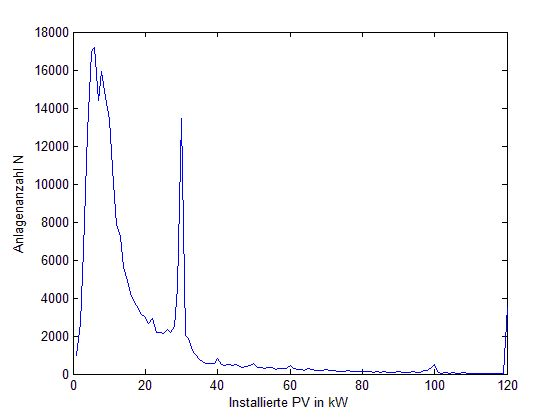
BNetzA: Anzahl der in Deutschland installierten Photovoltaikanlagen nach Leistung, Januar 2009 bis Mai 2010

Vor allem in den letzten sonnenreichen Jahren gab es in Süddeutschland sogar Erträge über 1200 kWh pro Jahr und installiertem kWpeak, dies entspricht einem Nutzungsgrad von rund 14 %. Betrachtungen zum Flächenbedarf von Photovoltaikanlagen sind im Kapitel „Potenzial“ des Artikels Photovoltaik zu finden. Insbesondere die höheren Werte sind jedoch nur in guten Lagen (vorwiegend Süddeutschland beziehungsweise Gebirgslagen sowie auf Rügen) bei Freiflächen- und Dachanlagen zu erzielen. Je nach den lokalen Klimaverhältnissen kann der Wert auch etwas darüber oder darunter liegen und von Jahr zu Jahr abhängig vom Wetter bis zu 20 Prozent von den Vorjahresergebnissen abweichen. Zu Ertragsverlusten können standortabhängige Verschattungen, Eigenverschattungen und kurzzeitige Verschattungen führen. Standortabhängige Verschattungen können durch Fahnenmaste, Bäume und Nachbarbebauung auftreten. Verschmutzungen wie Laubablagerungen, Vogelkot, Staubschichten, Hagelkörner und Schnee werden den kurzzeitigen Verschattungen zugeordnet.
Weitere Verluste liegen in der Verkabelung – zu dünne Querschnitte oder lange Kabelstrecken mindern den Ertrag einer Anlage merklich. Man kann fertig installierte Strings mit Hilfe von sogenannten Kennlinien-Messgeräten oder -Analysatoren (TRI-KA, PVPM) messen. Teilweise sind die Erträge von Anlagen im Internet direkt einzusehen (siehe Weblinks). Des Weiteren gibt es zahlreiche Hersteller von PV-Simulationsprogrammen, die Erträge vor der Anlagenmontage berechnen können.
Der Gesamtwirkungsgrad einer Anlage ist abhängig von den verwendeten Komponenten. Die Kernkomponenten bilden dabei die Solarzellen und die Wechselrichter. Speziell Letztere haben mit dem durch staatliche Förderung (EEG) verstärkten Ausbau der Photovoltaik Verbesserungen im Wirkungsgrad und in der Zuverlässigkeit erfahren.
Tagesaktuelle Einspeisedaten (für Deutschland) sind für die Jahre ab 2011 im Internet frei zugänglich.

## Ökobilanz
Laut Umweltbundesamt (Deutschland) „entstehen durch die Herstellung, den Betrieb und die Entsorgung einer Photovoltaikanlage rechnerische Emissionen in Höhe von 43-63 Gramm CO2-Äquivalent/kWh“. In Deutschland vermeiden Photovoltaikanlagen hauptsächlich Emissionen aus Steinkohle- und Gaskraftwerken in Höhe von 740 Gramm CO2⁠-Äquivalente/kWh, der Netto-Vermeidungsfaktor der Photovoltaik liegt somit in Deutschland bei 684 Gramm CO2-Äquivalente/kWh. Daher amortisierten sich Photovoltaikanlagen „in Deutschland nach ein bis zwei Jahren energetisch – nach dieser Zeit hat die Anlage so viel Energie produziert wie für Herstellung, Betrieb und Entsorgung aufgewendet werden müssen.“

## Auswirkung auf Fauna und Flora
Beim Bau von PV-Anlagen auf Freiflächen kann es zum Verlust von Lebensraum für Tier- und Pflanzenarten kommen. Die Anlagen beeinflussen unter anderem durch Verschattung das Pflanzenwachstum. Eine Studie an 10 Photovoltaik-Solaranlagen über 13 Jahre in Kalifornien und Nevada kam zum Ergebnis, dass 2,49 Vögel pro Megawatt Leistung pro Jahr umkommen. Diese Mortalität ist durch Maßnahmen beeinflussbar. Wasserassoziierte und wasserabhängige Vogelarten waren in den Wüstengebieten besonders betroffen. Dies führte zur Lake Effect Hypothesis (See-Effekt-Hypothese), nach der PV-Anlagen von den Vögeln irrtümlich als See wahrgenommen werden.
Das Design von Photovoltaikanlagen kann sich auf die Populationen von Wasserinsekten auswirken. Photovoltaikanlagen können stark reflektieren, so dass sie für Wasserinsekten wie Wasserflächen erscheinen. Insekten, die ihre Eier im Wasser ablegen, werden besonders angezogen, wenn sich auf der Oberfläche Wasser angesammelt hat. So können diese Flächen zu ökologischen Fallen werden. Besonders betroffen sind Eintagsfliegen, Köcherfliegen, Langbeinfliegen und Bremsen. Sie legen ihre Eier häufiger über Sonnenkollektoren ab als über Oberflächen mit geringerer Polarisation, einschließlich Wasser, aber im Allgemeinen mieden sie Solarzellen mit nicht polarisierenden weißen Rändern und weißen Gittern.
Untersuchungen aus dem Jahr 2013 zeigen, dass durch die Installation eines Solarparks eine deutliche ökologische Aufwertung der Flächen im Vergleich zu Acker- oder Intensiv-Grünlandnutzung möglich ist.

## Verschmutzung und Reinigung

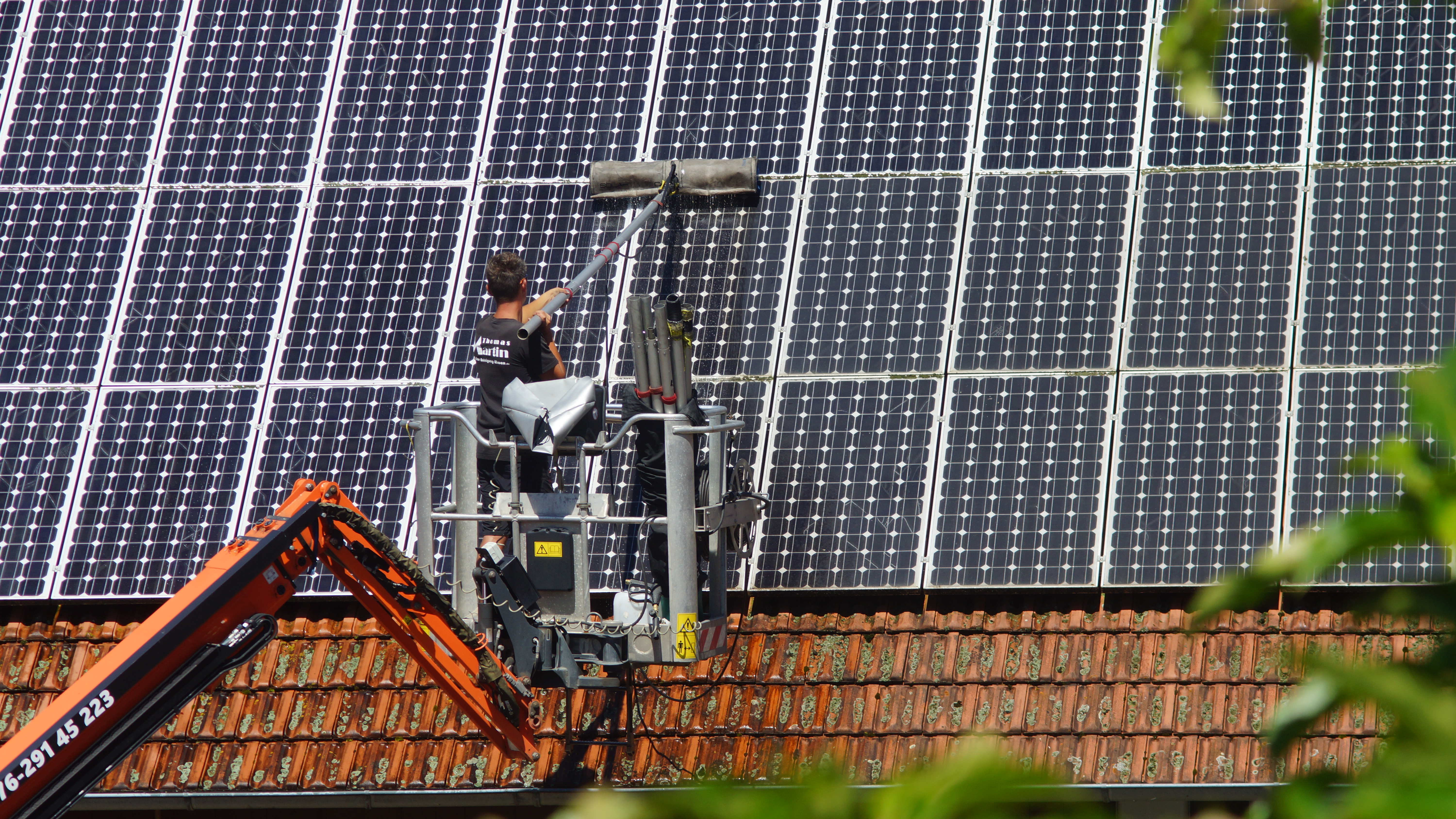
Reinigung einer Photovoltaikanlage

Wie auf jeder Oberfläche im Freien (vergleichbar mit Fenstern, Wänden, Dächern, Auto etc.), können sich auch auf Photovoltaikanlagen unterschiedliche Stoffe absetzen. Dazu gehören beispielsweise Blätter und Nadeln, klebrige organische Sekrete von Läusen, Pollen und Samen, Ruß aus Heizungen und Motoren, Staub und organische Substanzen aus Stallablüftungen (aus der Landwirtschaft im Allgemeinen), Futtermittelstäube aus der Landwirtschaft, Wachstum von Pionierpflanzen wie Flechten, Algen und Moosen sowie Vogelkot. Die „Selbstreinigung“ der Module durch Regen, Wind und Schnee reicht oftmals nicht aus, um die Anlage über Jahre bzw. Jahrzehnte sauber zu halten. Durch Ablagerung von Schmutz auf der Photovoltaikanlage gelangt weniger Sonnenenergie in das Modul. Die Verschmutzung wirkt wie eine Verschattung und ein Ertragsverlust ist die Folge. Dieser Ertragsverlust kann bei Anlagen mit extremen Verschmutzungen (z. B. Stallabluft) bis zu 30 % betragen. Im bundesdeutschen Durchschnitt wird von einem schmutzbedingten Ertragsverlust von 6–8 % ausgegangen. Um gleich bleibende Erträge zu sichern, müssten eine Vielzahl von Anlagen regelmäßig auf Verschmutzung hin kontrolliert und, falls notwendig, gereinigt werden. Stand der Technik ist die Verwendung von vollentsalztem Wasser (demineralisiertem Wasser), um Kalkflecken zu vermeiden. Als weiteres Hilfsmittel kommen bei der Reinigung wasserführende Teleskopstangen zum Einsatz. Die Reinigung sollte schonend durchgeführt werden, um die Moduloberfläche – etwa durch die Verwendung von kratzenden Reinigungsgeräten (Veränderung der Glanzstruktur der Oberfläche) – nicht zu beschädigen. Die Herstellerangaben zur Reinigung sind zu beachten. Zudem sollten Module überhaupt nicht und Dächer nur unter entsprechenden Sicherheitsvorkehrungen betreten werden.

## Blitzschlag
Eine Photovoltaikanlage muss bei bestehendem Blitzschutz des Gebäudes in die Blitzschutzanlage integriert werden.
Beim äußeren Blitzschutz ist Folgendes zu berücksichtigen:
- Da Module, Halterung sowie etwaige Kabelrinnen elektrisch leitfähig sind, müssen sie im Trennungsabstand zu den Betriebsmitteln des Blitzschutzes installiert werden.
- Fangstangen oder Ähnliches können zu Schattenwurf und somit zu Ertragsminderung der PV-Anlage führen. Dies erschwert die Planung eines äußeren Blitzschutzkonzeptes.

Ist die PV-Anlage selbst Teil des Blitzschutzes oder lässt sich die Trennung zum äußeren Blitzschutz nicht vermeiden, ist Folgendes beim Anbringen des inneren Blitzschutzes zu beachten:
- DC-Leitungen vom PV-Generator, welche die Gebäudehülle durchdringen, benötigen einen gleichstromfähigen Ableiter am Durchdringungspunkt (Generatoranschlusskasten). Da im Auslösefall der PV-Generator unter Spannung stehen kann (üblicherweise während des Tages, wenn die Sonne scheint), würde der Gleichstrom einen stehenbleibenden Lichtbogen in der Funkenstrecke des Ableiters verursachen. Dies kann zu einem Brand führen.

Um einen indirekten Blitzschaden der Anlage zu vermeiden, gilt der Grundsatz der Vermeidung von großen aufgespannten Flächen (siehe Elektromagnetische Induktion), das heißt die Leitungsführung von plus und minus sollte soweit möglich parallel sein.

## Gefahren durch eine Photovoltaikanlage
Wie bei jeder baulichen Anlage bringen Aufbau, Betrieb sowie Rückbau Gefahren mit sich. Diese unterscheiden sich aber nicht von denen anderer Anlagen des Hoch- bzw. Tiefbaus (z. B. Kabelschächte bei Freilandanlagen).
Eigenheiten sind jedoch bei folgenden Gefahren zu beachten:

### Brandgefahr
Wie bei allen elektrischen Anlagen kann es bei Defekten oder unsachgemäßer Installation zu Kabel- oder Schwelbränden kommen. Es besteht aber kein gegenüber anderen technischen Anlagen besonders erhöhtes Risiko. Bis 2013 kam es in Deutschland nur bei 16 je 100.000 Anlagen zu einem Brand. Nach Angaben des Deutschen Feuerwehrverbandes war auch 2021 trotz des enormen Zubaus keine übermäßige Steigerung der Brandgefahr durch installierte Anlagen zu erkennen. 2024 bezifferte eine Analyse der RWTH Aachen die jährliche Brandwahrscheinlichkeit einer durchschnittlichen Haushalts-PV-Anlage auf 0,0014 % (14 von 1 Mio. Anlagen) gegenüber einer Wahrscheinlichkeit von 0,28 % für Hausbrände allgemein (2800 Brände je 1 Mio. Wohngebäude).
Das Löschen von – gleich aus welcher Ursache – brennenden Häusern kann jedoch durch eine Photovoltaikanlage erschwert werden, weil die Anlage selbst dann noch unter Spannung steht, wenn sie abgeschaltet ist, da die Module selbst die Spannungsquellen sind. In Deutschland sind seit 1. Juni 2006 Lasttrennschalter im Wechselrichter und Generatoranschlusskasten gesetzlich vorgeschrieben, jedoch gibt es keine staatliche Vorgabe, die Module selbst spannungsfrei schalten zu können.
Die von Laien häufig aufgestellte Behauptung, Feuerwehren würden Brände in Häusern mit Photovoltaikanlage nicht löschen, ist hingegen unzutreffend. 2010 wurden vom Deutschen Feuerwehrverband Handlungsempfehlungen herausgegeben, die speziell auf Photovoltaikanlagen eingehen und die Mindestabstände erläutern, wie sie auch bei allen anderen elektrischen Niederspannungsanlagen einzuhalten sind. In einem Positionspapier wird zudem von der Industrie eine bessere Abschaltvorrichtung für Photovoltaikanlagen gefordert. Das Vorgehen im Brandfall wird in der VDE 0132 „Brandbekämpfung im Bereich elektrischer Anlagen“ geregelt. Für die Feuerwehren werden spezielle Schulungen zum Brandschutz bei PV-Anlagen durchgeführt.

### Elektrischer Schlag
Grundsätzlich steht ein PV-Generator unter Spannung, selbst wenn die Anlage nicht im Betrieb ist (vergleichbar mit einer Batterieanlage). Die Installation bzw. Wartung einer Solaranlage kann das Arbeiten unter Spannung beinhalten. Dabei ist auch Fachwissen über hohe Gleichspannungen, wie sie auch in Batterieanlagen vorkommen können, notwendig.
Bei kleinen netzfernen PV-Anlagen ist die Schutzkleinspannung eine geeignete Schutzart gegen gefährliche Körperströme. Um die Schutzkleinspannung zu erreichen, werden Module parallel geschaltet. Dies führt jedoch zu proportional höheren Strömen. Diese Möglichkeit der Energieübertragung bei größeren Anlagen zur Netzeinspeisung würde zu großen Verlusten in den Leitungen bzw. unverhältnismäßig dicken Leitungsquerschnitten führen. Somit ist diese Schutzart bei netzgekoppelten PV-Anlagen nicht praktikabel.

## Normung

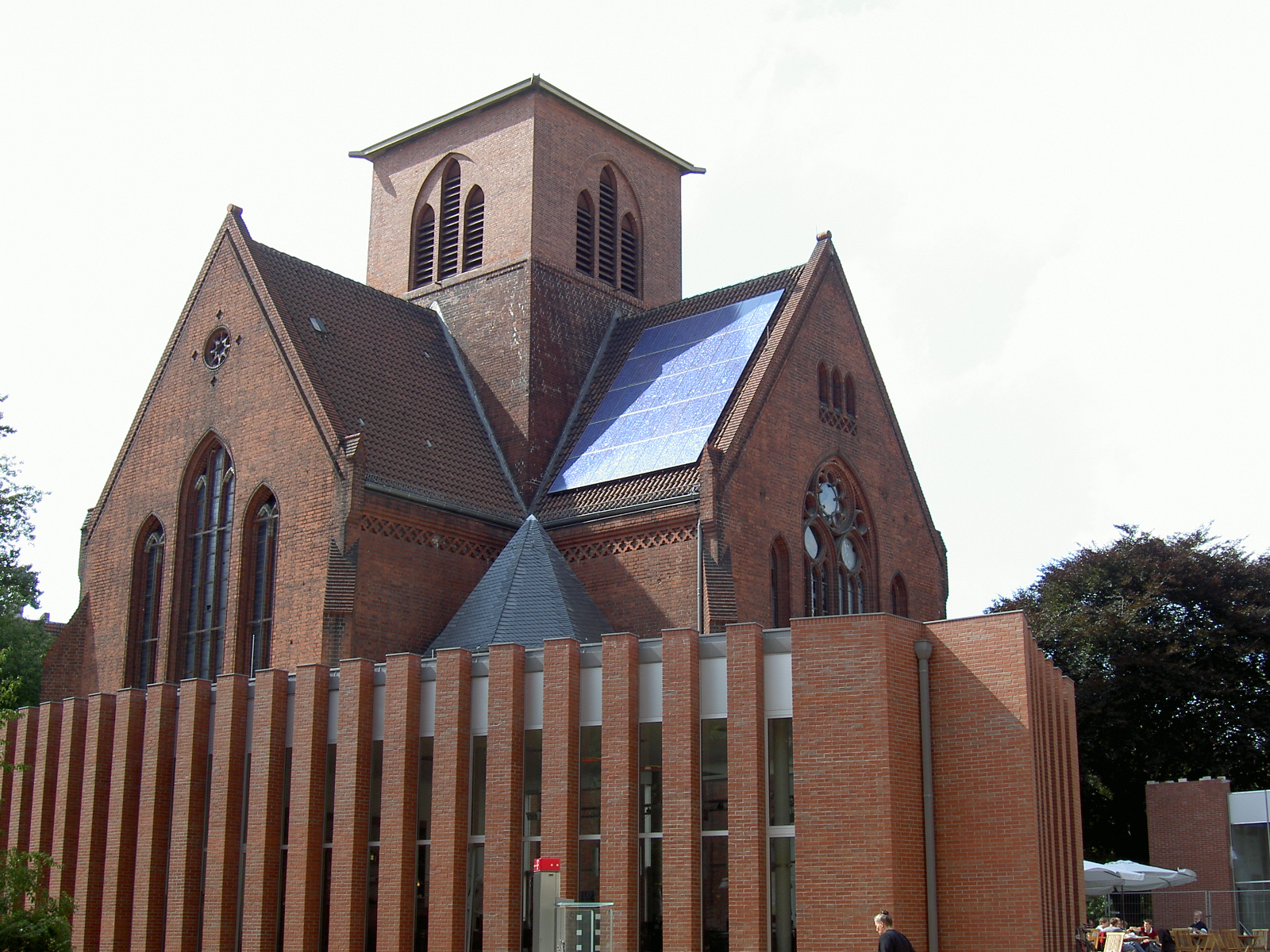
Photovoltaikanlage auf der Berliner Genezarethkirche

Mit zunehmender Verbreitung der Photovoltaik und Einbindung in bestehende Strukturen und Techniken der Energieversorgung und -verteilung verstärkt sich der Bedarf an allgemeinen Normen und Festlegungen für photovoltaische Komponenten und Systeme.
Die Normen werden bei der Internationalen Elektrotechnischen Kommission (IEC) erarbeitet und vom Europäischen Komitee für Elektrotechnische Normung (CENELEC) als Europäische Norm übernommen. Die DKE implementiert sie in das Deutsche Normenwerk mit Normprojekten beispielsweise zu: Solarzellen, Solarscheiben, Verifizierung von Simulationsprogrammen (Testdatensätze), Steckverbinder für PV-Systeme, Photovoltaik im Bauwesen, Gesamtwirkungsgrad von Wechselrichtern, Datenblattangaben für Wechselrichter. Außerdem bestehen Normen für die Bereiche: Messverfahren, Anforderungen an die Konstruktion von PV-Produkten, Prüfabläufe für Zulassungsprüfungen, Anforderungen an die elektrische Sicherheit.
Der Verband der Elektrotechnik, Elektronik und Informationstechnik gibt einzuhaltende Vorschriften für die Errichtung von Photovoltaikanlagen vor; seit August 2011 gibt es z. B. die Anwendungsregel „VDE-AR-N 4105:2011-08 Erzeugungsanlagen am Niederspannungsnetz, Technische Mindestanforderungen für Anschluss und Parallelbetrieb von Erzeugungsanlagen am Niederspannungsnetz“. Nach Ende der Übergangsfrist zum 26. April 2019 gilt die Vorschrift VDE-AR-N 4105 Anwendungsregel:2018-11 Erzeugungsanlagen am Niederspannungsnetz.

## Solaranlage und Denkmalschutz
Solaranlage und Denkmalschutz stehen in einem Spannungsverhältnis, da Solaranlagen auf dem Dach meist einen Eingriff in die Substanz des Gebäudes und / oder dessen optische Wirkung darstellen. Da Ressourcenschonung und Nachhaltigkeit Teil des gesetzlichen Auftrags von Denkmalschutz und Denkmalpflege sind, gibt es seit vielen Jahren (Stand 2010) Bemühungen der Denkmalpflege, sinnvolle Lösungsansätze zu finden. Um Solaranlagen auf denkmalgeschützter Bausubstanz zu errichten, ist es häufig notwendig, sich intensiv mit Projekt- und Lösungsvorschlägen zur Integration von Solarmodulen auseinanderzusetzen. Im Zweifelsfall kann eine gerichtliche Klärung notwendig sein. In den letzten Jahren (Stand 2012) ist die Tendenz der Rechtsprechung – abhängig von den konkreten Gesichtspunkten – nicht mehr uneingeschränkt denkmalschutzfreundlich.

## Große Anlagen in Deutschland, Österreich und der Schweiz

### Österreich
Das größte Solarkraftwerk Österreichs ist derzeit (2022) die Photovoltaikanlage am Flughafen Wien. Sie ist eine Freiflächenanlage auf 24 Hektar auf einer beschränkt nutzbaren Fläche am Rande des Flughafen-Areas. Mit 55.000 Paneelen erreicht sie eine Leistung von 24 MWpeak, was ca. 30 GWh pro Jahr entspricht.
Österreichs (Stand 2014) größte PVA am Dach eines Gebäudes ging am 17. November 2014 in Weißenstein, Villach-Land, Kärnten ans Netz. 42.000 m2 PV-Module mit 3.400 Kilowatt-Peak und einer erwarteter Jahresausbeute von 3.740 MWh wurden am Dach des Logistikzentrums der Hofer KG errichtet. (Mit-)Errichter und Betreiber ist HHB Energie, Wien.
Seit etwa Oktober 2015 arbeitet Österreichs bis dahin größte freistehende PV-Anlage in Flachau auf einem 3,5 Hektar wenig einsichtigen Südhang in 1.200 Meter Höhe am Eibenberg. Betreiber sind die bäuerlichen Grundstücksbesitzer. Das Konzept stammt aus 2010, die Förderung aus 2013. Mittels 1,4 km langem Erdkabel dient die Anlage zur Einspeisung ins Ortsnetz von Flachau. Schafe weiden auf derselben Fläche. Der geplante Jahresertrag liegt bei rund 3,7 Mio. kWh.

### Schweiz
Die größte Photovoltaikanlage der Schweiz wurde auf Lagerhallen in Estavayer-le-Lac errichtet. Sie hat eine Fläche von 49.000 m² und eine Leistung von 8,3 Megawatt Peak. Die Jahresproduktion beträgt rund 8 GWh.
Die größte Solaranlage auf einem einzelnen Dach in der Schweiz ist auf einem Dach eines Logistikzentrums in Perlen, Luzern. Sie hat eine erwartete Leistung von 6,46 Megawatt Peak und produziert jährlich so viel Strom, wie 2150 Zwei-Personen-Haushalte verbrauchen.
Mit Stand vom November 2023 wurden in der Schweiz drei alpine Solaranlagen realisiert. Weitere sind in Planung. Die größte davon wurde an der Staumauer des Muttsees errichtet. Sie umfasst 4872 Solarmodule mit einer Fläche von ca. 10'000 m². Die Nennleistung beträgt 2,2 MW und die Jahresproduktion an elektrischer Energie liegt bei ca. 3,3 GWh.

## Entsorgung
Solarmodule haben i. d. R. eine Lebensdauer von 25 bis 30 Jahren. Büßen sie im Laufe der Zeit ihre Leistungsfähigkeit ein, verwittern oder zeigen einzelne Defekte, müssen die Module entsorgt werden. Privatpersonen und Installationsbetriebe können bis zu 20 Solarmodule kostenfrei auf kommunalen Wertstoffhöfen abgeben. Hier werden die Module getrennt von anderen Elektrogeräten gesammelt und einem spezialisierten Recyclingdienstleister zur weiteren Verwertung übergeben. Da in Solarmodulen wertvolle Ressourcen wie Silizium und Silber stecken, werden sie i. d. R. recycelt. Aus den zurückgewonnenen Sekundärrohstoffen können dann u. a. neue Module produziert werden. Geringere Mengen giftiger Stoffe wie Blei können bei korrekter Sammlung von Solarmodulen sicher entsorgt werden.

### (Populär-)Wissenschaftliche Literatur
- Martin Kaltschmitt, Wolfgang Streicher, Andreas Wiese (Hrsg.): Erneuerbare Energien. Systemtechnik, Wirtschaftlichkeit, Umweltaspekte. Springer Vieweg, Berlin/Heidelberg 2013, ISBN 978-3-642-03248-6.
- Konrad Mertens: Photovoltaik. Lehrbuch zu Grundlagen, Technologie und Praxis. 3., neu bearbeitete Auflage. Fachbuchverlag Leipzig im Carl Hanser Verlag, München 2015, ISBN 978-3-446-44232-0.
- Volker Quaschning: Regenerative Energiesysteme. 9. Auflage. Hanser, München 2015, ISBN 978-3-446-44267-2.
- Viktor Wesselak, Thomas Schabbach, Thomas Link, Joachim Fischer: Handbuch Regenerative Energietechnik. 3., aktualisierte und erweiterte Auflage, Berlin/Heidelberg 2017, ISBN 978-3-662-53072-6.
- Volker Quaschning: Erneuerbare Energien und Klimaschutz. 4. Auflage. Hanser, München 2018, ISBN 978-3-446-45703-4.
- Harry Wirth (Hrsg.): Aktuelle Fakten zur Photovoltaik in Deutschland. Fraunhofer ISE, Freiburg 3. April 2024 (fraunhofer.de [PDF; 5,6 MB] alternativ online).

### Ratgeber
- Christian Gutsche, Kerstin Lopau: Handbuch Gemeinschaftlicher Solar-Selbstbau in Deutschland. In Kooperation mit Bündnis Bürgerenergie. Hrsg.: Christian Gutsche. 1. Auflage. Meiners Druck oHG, Bremen 2023 (122 S., selbstbau.solar [PDF; 42,9 MB] mit Gastbeiträge von Henrik Steinert, Eva Straube).
- Rolf Behringer und Sebastian Müller: Photovoltaik-Balkonkraftwerke. Solarstrom selbst erzeugen. Ökobuch, Rastede 2023, ISBN 978-3-947021-35-2.
- Stiftung Warentest (Hrsg.): Photovoltaik & Batteriespeicher. Planung, Technik, Kosten, Förderung. 2., aktualisierte Auflage. Stiftung Warentest Verlag, Berlin 2023, ISBN 978-3-7471-0637-2.